# Рабоче-крестьянская Красная армия
Рабо́че-крестья́нская Кра́сная а́рмия (с 1918 по 1939 — аббрев. РККА; с 1939 по 1946 — Красная армия, аббрев. КА; с 1946 по 1991 — Советская армия, аббрев. СА) — формирование вооружённых сил, сухопутные войска Вооружённых сил РСФСР в 1918—1922 годах и сухопутная составляющая Вооружённых сил СССР в 1922—1946 годах (с 1917 до февраля 1918 годов — Красная гвардия, в период с ноября 1939 года постепенно все органы управления и официальное название изменены с РККА на КА (Красная армия), с 1946 года — Советская армия).
Кра́сная а́рмия — официальное наименование видов вооружённых сил: сухопутных войск и военно-воздушного флота.
Днём создания РККА принято считать 23 февраля 1918 года (см. День защитника Отечества). Именно в этот день началась массовая запись добровольцев в отряды РККА, создаваемые согласно декрету Совета народных комиссаров РСФСР «О Рабоче-крестьянской Красной армии», подписанному 15 (28) января 1918 года.
13 апреля 1918 года из латышских стрелков была сформирована Латышская стрелковая дивизия, которая стала первой дивизией РККА.

## История Красной армии
15 января 1918 года был опубликован декрет СНК РСФСР «О Рабоче-Крестьянской Красной Армии». В нём говорилось:

…Совѣтъ Народныхъ Комиссаровъ постановляетъ: организовать новую армію подъ названіемъ «Рабоче-Крестьянская Красная Армія», на слѣдующихъ основаніяхъ:
1) Рабоче-Крестьянская Красная Армія создаётся из наиболѣе сознательныхъ и организованныхъ элементовъ трудящихся классовъ.
2) Доступъ въ ея ряды открытъ для всѣхъ гражданъ Россійской Республики не моложе 18 лѣтъ. Въ Красную Армію поступаетъ каждый, кто готовъ отдать свои силы, свою жизнь для защиты завоёванной Октябрьской Революціи, и власти Совѣтовъ и соціализма.
Оригинальный текст (рус.)

10 января 1918 году в Харькове был подписан документ о формировании Червонного казачества во главе с В. М. Примаковым, которое вскоре вошло в состав Красной армии.

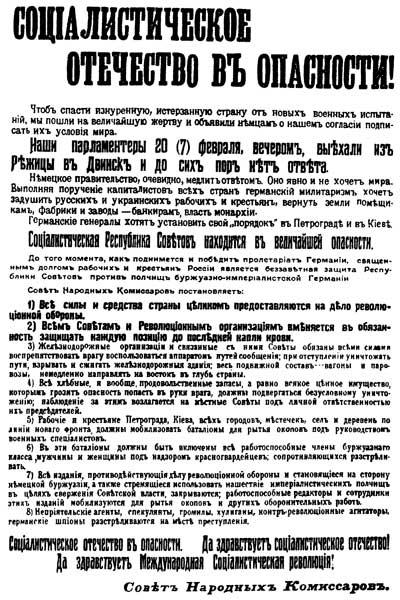
Листовка с декретом СНК «Социалистическое отечество в опасности» от 21 февраля 1918 года

23 февраля (н. ст.) 1918 года было опубликовано воззвание СНК от 21 февраля «Социалистическое отечество в опасности!», а также «Воззвание Военного главнокомандующего» Н. В. Крыленко, которое заканчивалось словами:

<…> Все к оружию. Все на защиту революции! Поголовная мобилизация для рытья окопов и высылка окопных отрядов поручается советам с назначением ответственных комиссаров с неограниченными полномочиями для каждого отряда. Настоящий приказ рассылается в качестве инструкции во все советы по всем городам.

## Военная доктрина РККА
Военная доктрина РККА имела наступательный характер, основным тезисом которой был: «бить врага малой кровью, на чужой территории». Подобный подход в итоге сыграл немаловажную роль в том, что РККА практически не изучала оборонительный характер ведения манёвренных боевых действий в отступлении, в окружении, и так далее, что в итоге крайне плачевно сказалось в ходе начального периода войны 1941—1942 годов. 
К моменту начала Великой Отечественной войны силы Красной армии были стянуты к западным границам, снабжающие склады также находились близко к границе. Некоторые историки считают такое положение складов, а также слабую подготовку РККА к оборонным действиям — следствием, а вместе с тем и явным свидетельством подготовки именно превентивной войны.
В 1990-е годы получила распространение теория о том, что СССР планировал нападение на Германию в 1941 году. Автор этой теории, писатель Виктор Резун-Суворов, придумал гипотетической наступательной операции название «Гроза». В свою очередь, писатель К. Хармс утверждает, что у РККА существовал наступательный план разгрома ударной группировки войск Германии, который предусматривал три сценария: упреждающий удар по готовящемуся к нападению Вермахту, встречный удар или наступательный удар после ряда оборонительных мероприятий.

## Органы управления
Верховным руководящим органом Рабоче-крестьянской Красной армии был Совет Народных Комиссаров РСФСР (с момента образования Союза ССР — Совет Народных Комиссаров СССР). Руководство и управление армией было сосредоточено в Народном комиссариате по военным делам, в созданной при нём особой Всероссийской коллегии, с 1923 года Совет труда и обороны СССР, с 1937 года Комитет обороны при СНК СССР. В 1919—1934 годах непосредственное руководство войсками осуществлял Революционный военный совет. В 1934 году, на смену ему, образован Народный комиссариат обороны СССР.
В условиях начала Великой Отечественной войны 23 июня 1941 года образована Ставка Верховного Командования (с 10 июля 1941 года — Ставка Верховного Главного Командования, с 8 августа 1941 года Ставка Верховного Главнокомандования). С 25 февраля 1946 года до распада СССР управление вооружёнными силами осуществляло Министерство обороны СССР (Центральный аппарат реорганизован 14 февраля 1992 года в соответствующее министерство России).

## Органы военного управления

Плуг и молот внутри красной звезды, эмблемы РККА

Непосредственное руководство РККА проводится Революционным военным советом РСФСР (Союза) (РВС) (образован 6 сентября 1918 года), во главе которого стоял народный комиссар по военным и морским делам и председатель РВС.
Наркомат по военным и морским делам — комитет, в составе:
- 26.10.1917 — ? — Антонов-Овсеенко, Владимир Александрович (в тексте Декрета об образовании СНК — Авсеенко)
- 26.10.1917 — ? — Крыленко, Николай Васильевич
- 26.10.1917 — 18.03.1918 — Дыбенко, Павел Ефимович

Народные комиссары по военным и морским делам:
- ноябрь 1917—март 1918 — Подвойский, Николай Ильич
- 08.04.1918—26.01.1925 — Троцкий, Лев Давидович

Центральный аппарат РККА состоит из следующих основных органов:
- Штаб РККА, с 1921 года Генеральный штаб РККА.
- Главное управление РККА.
- Управления, подчинённые начальнику вооружений РККА.
- Артиллерийское (с 1921 года Главное артиллерийское управление)
- Военноинженерное (с 1921 года Главное военно-инженерное управление)

15 августа 1925 года создано Военно-химическое управление при начальнике снабжения Красной армии (в августе 1941 года «Управление химической защиты РККА» переименовано в «Главное военно-химическое управление Красной Армии»). В январе 1918 года был создан Совет броневых частей («Центробронь»), а в августе 1918 года — Центральное, а затем Главное броневое управление. В 1929 году было создано Центральное управление механизации и моторизации РККА, в 1937 году было переименовано в Автобронетанковое управление Красной армии, а в декабре 1942 года было образовано Управление командующего бронетанковыми и механизированными войсками.
- Управление военно-морских сил.
- Военно-санитарное управление.
- Военно-ветеринарное управление.

Органом, осуществляющим руководство партийно-политической и политико-просветительной работой в РККА, было Политическое управление РККА.
Местное военное управление осуществляется через революционные военные советы, командования и штабы военных округов (армий), которым подчинены все войска, находящиеся на территории данного округа, а также районные военные комиссариаты. Последние являются органами учёта военнообязанного населения. Вся работа центральных и местных органов управления в РККА проводится в тесной связи с партийными, советскими и профессиональными организациями. Во всех частях и подразделениях РККА имеются организации ВКП(б) и ВЛКСМ.
Декретом Совета Народных Комиссаров от 4 мая 1918 года территория Республики была разделена на 11 военных округов (ВО). Ярославский, Московский, Орловский, Беломорский, Уральский и Приволжский ВО были образованы в мае 1918 года в период Гражданской войны. Во главе войск, расположенных на территории военных округов, стоял Военный совет округа, председателем которого был командующий войсками данного округа. Руководство войсками, а также военными комиссариатами в военных округах осуществлялось через штаб, политическое управление округа и управления начальников родов войск и служб. Со временем количество военных округов изменялось.

## Организационная структура

Нарукавные знаки различия командного состава РККА. Введены 16 января 1919

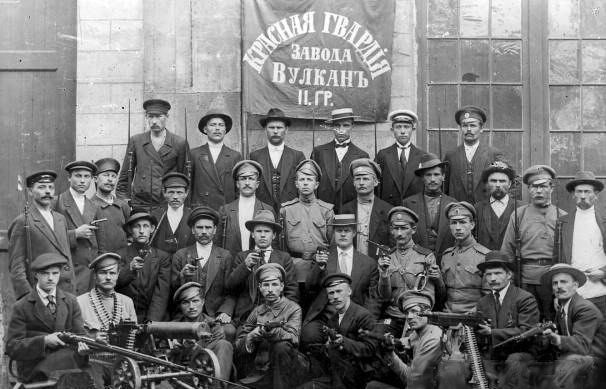
Красногвардейский отряд завода «Вулкан». 1917 год

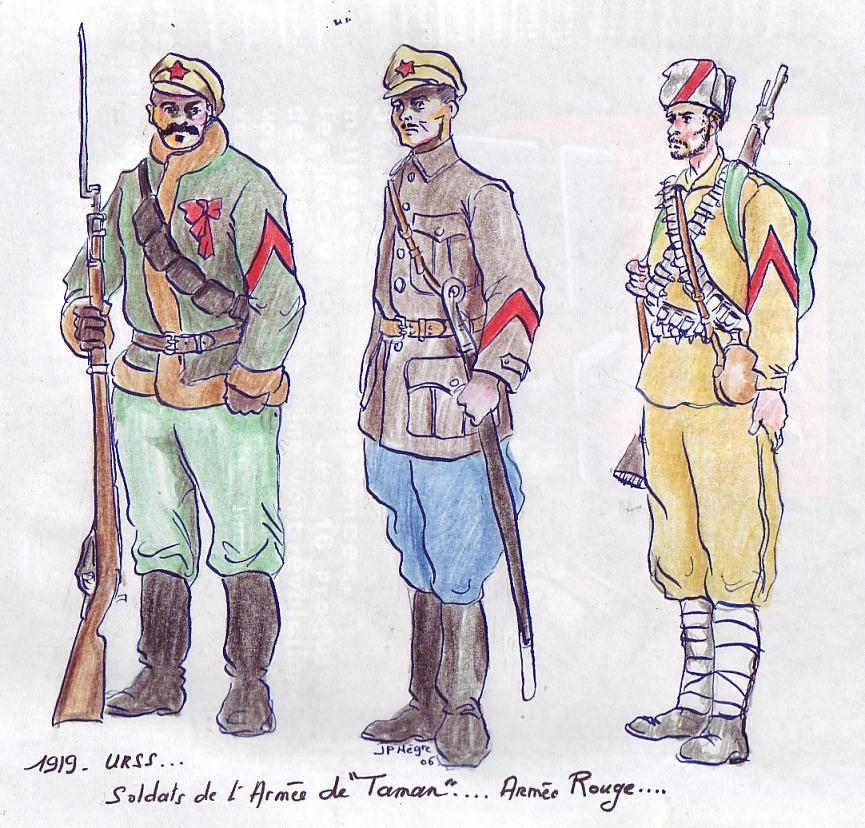
Форма одежды бойцов и командиров Таманской армии, РККА времён Гражданской войны, 1919 год

Отряды и дружины Красной гвардии — вооружённые отряды и дружины матросов, солдат и рабочих, в России 1917 года — сторонников (не обязательно членов) левых партий — социал-демократов (большевиков, меньшевиков и «межрайонцев»), эсеров и анархистов, как и отряды Красных партизан стали основой отрядов РККА.
Первоначально основной единицей формирования РККА, на добровольных началах, был отдельный отряд, представлявший собой воинскую часть с самостоятельным хозяйством. Во главе отряда находился Совет в составе военного руководителя и двух военных комиссаров. При нём состояли небольшой штаб и инспекторат.
С накоплением опыта и после привлечения военспецов в ряды РККА, началось формирование полноценных подразделений, частей, соединений (бригада, дивизия, корпус), учреждений и заведений.
Организация РККА находилась в соответствии с её классовым характером и военными требованиями начала XX века. Общевойсковые соединения РККА были построены следующим образом:
- стрелковый корпус состоял из двух—четырёх дивизий;
  - дивизия — из трёх стрелковых полков, артиллерийского полка (артполк) и технических частей;
    - полк — из трёх батальонов, артиллерийского дивизиона и технических подразделений;
- кавалерийский корпус — две кавалерийские дивизии;
  - кавалерийская дивизия — четырёх—шести полков, артиллерии, броневых частей (бронечасти), технических подразделений.

Техническая оснащённость войсковых соединений РККА огневыми средствами (пулемётами, орудиями, пехотной артиллерией) и боевой техникой в основном была на уровне современных передовых вооружённых сил того времени. Внедрение техники внесло в организацию РККА изменения, которые выразились в росте технических частей, в появлении специальных моторизованных и механизированных частей и в усилении технических ячеек в стрелковых войсках и коннице. Особенностью организации РККА являлось то, что в ней был отражён её открыто классовый характер. В войсковых организмах РККА (в подразделениях, частях и соединениях) имелись политические органы (политические отделы (политотделы), политические части (политчасти)), ведущие в тесном сотрудничестве с командованием (командир и комиссар части) политико-воспитательную работу и обеспечивающие рост политического сознания красноармейцев и их активность в боевой подготовке.
На время войны Действующая армия (то есть те войска РККА, которые ведут военные действия или их обеспечивают) делится на фронты. Фронты делятся на армии, в которые входят войсковые соединения: стрелковые и кавалерийские корпуса, стрелковые и кавалерийские дивизии, танковые, авиационные бригады и отдельные части (артиллерийские, авиационные, инженерные и прочие).
Законом СССР «Об обязательной военной службе», принятым 18 сентября 1925 года ЦИК и СНК СССР, определялась организационная структура Вооружённых Сил, в которые входили стрелковые войска, кавалерия, артиллерия, броневые силы, инженерные войска, войска связи, Воздушные и Морские силы, войска объединённого государственного политического управления (ОГПУ) и конвойная стража СССР. Их численность в 1927 году составляла 586 000 человек личного состава.

Организация вооружённых сил трудящихся есть Рабоче-крестьянская красная армия Союза ССР.

Рабоче-крестьянская красная армия разделяется на сухопутные, морские и воздушные силы.

В состав Рабоче-крестьянской красной армии входят также войска специального назначения: войска Объединённого государственного политического управления и конвойные войска.— Статья 2., Раздел I., Закона Союза ССР «Об обязательной военной службе», Утверждён ЦИК Союза СССР, СНК Союза СССР, 13 августа 1930 г., № 42/253б

## Состав (рода войск и спецслужбы)

Стрелковое формирование РККА на марше, 1920 год

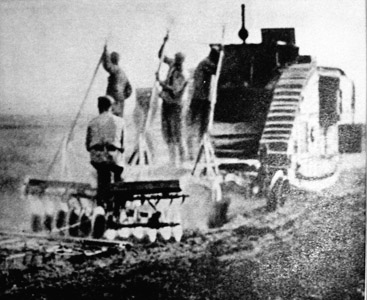
Помощь РККА народному хозяйству, 1920 год

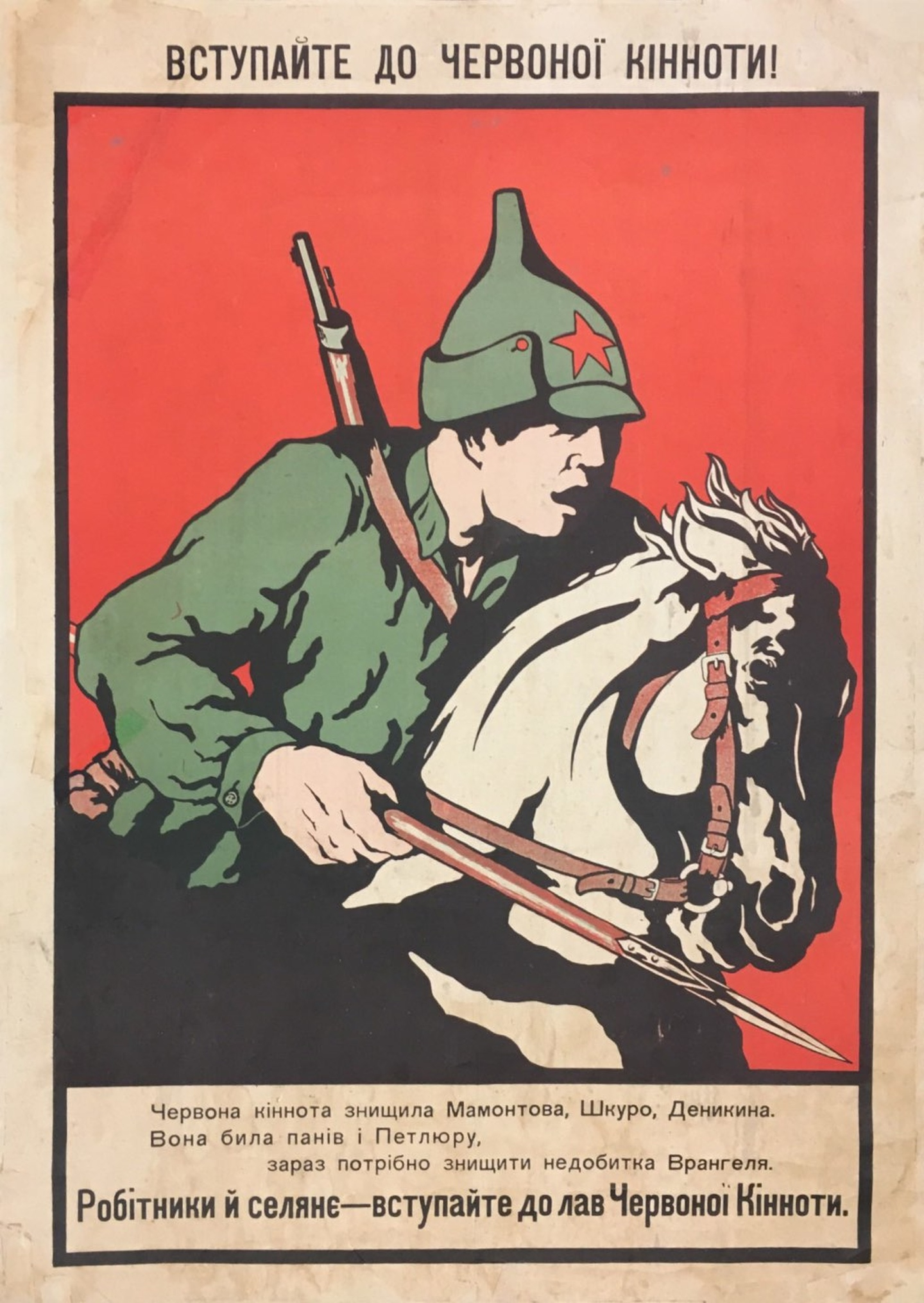
«Вступайте в красную конницу!». Плакат УССР, 1920 год

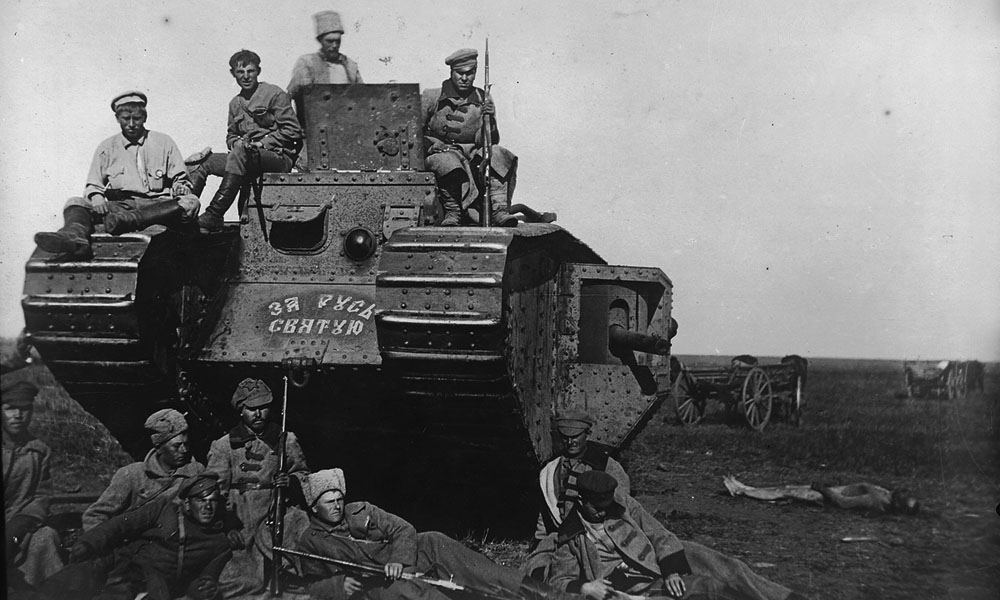
Английский танк, захваченный воинами 51-й стрелковой дивизии под Каховкой 14 октября 1920 года

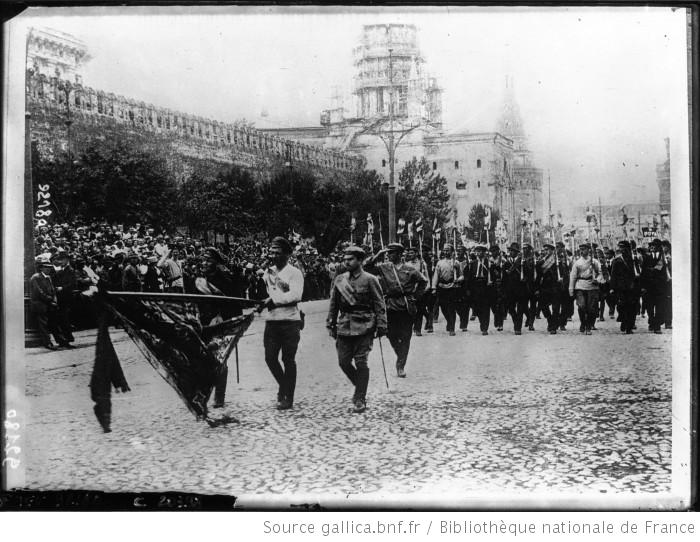
Парад на Красной площади, Москва, 1921 год.

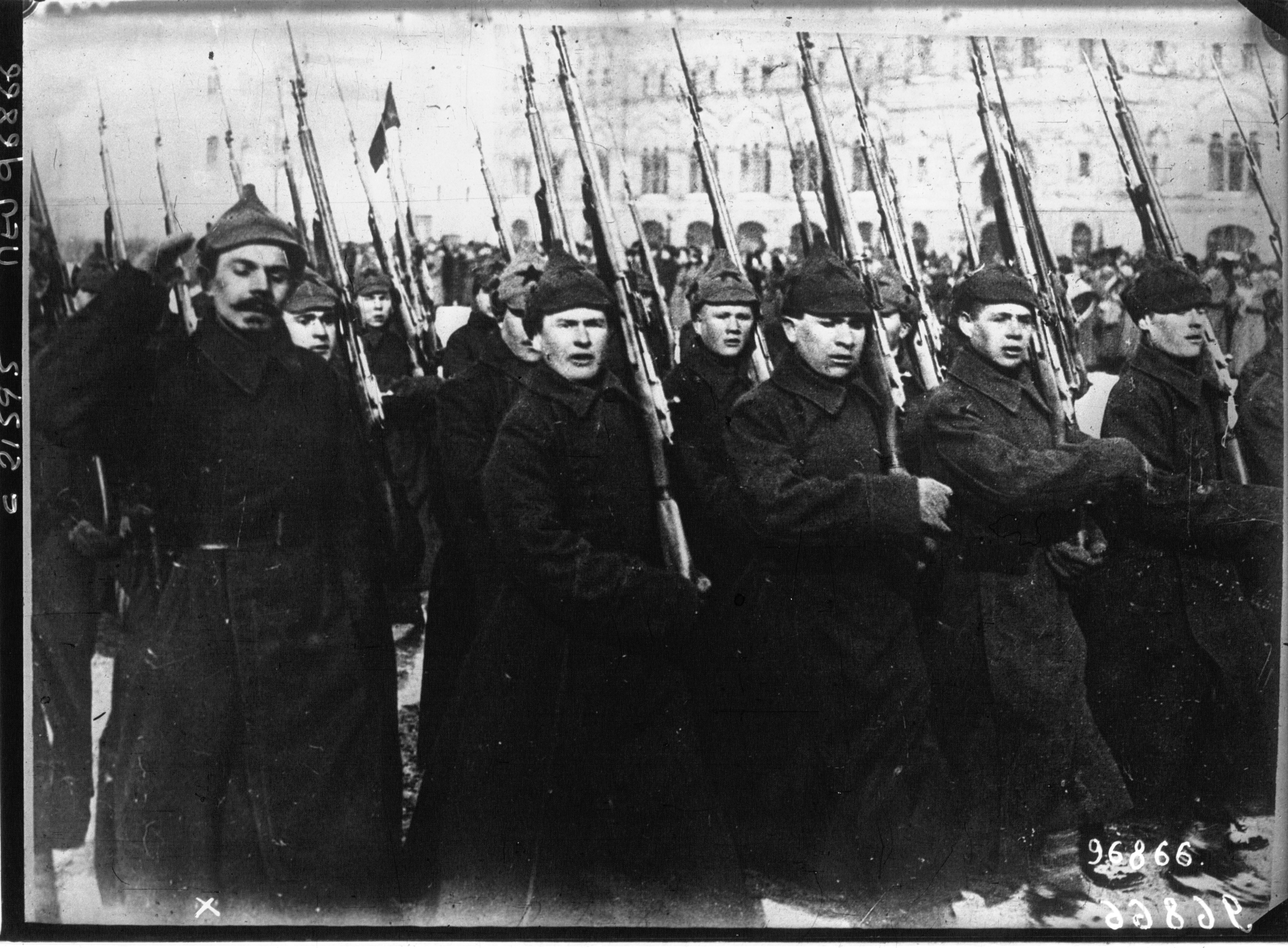
Парад на Красной площади, Москва, 1922 год

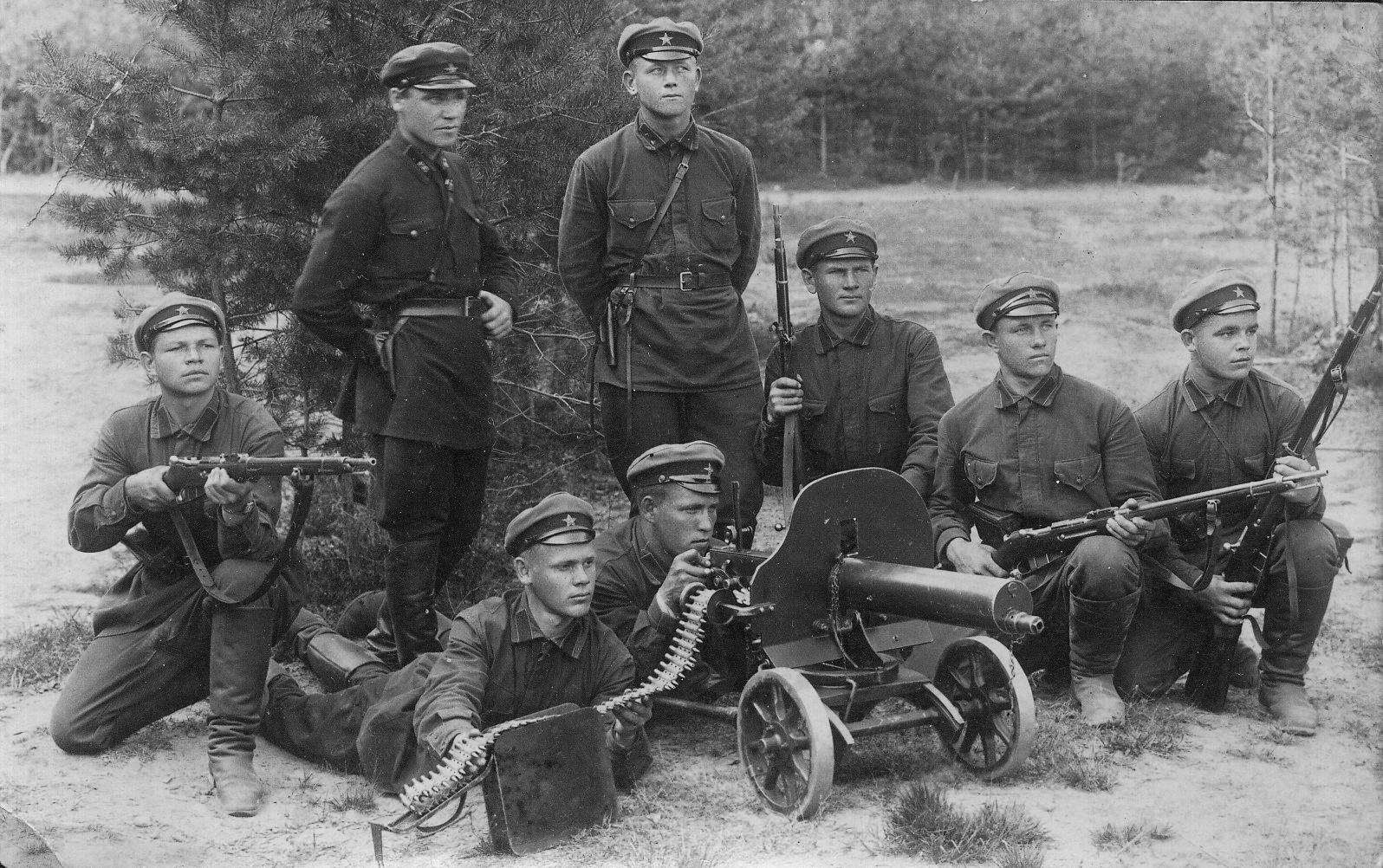
Командиры и бойцы РККА, 1930 год

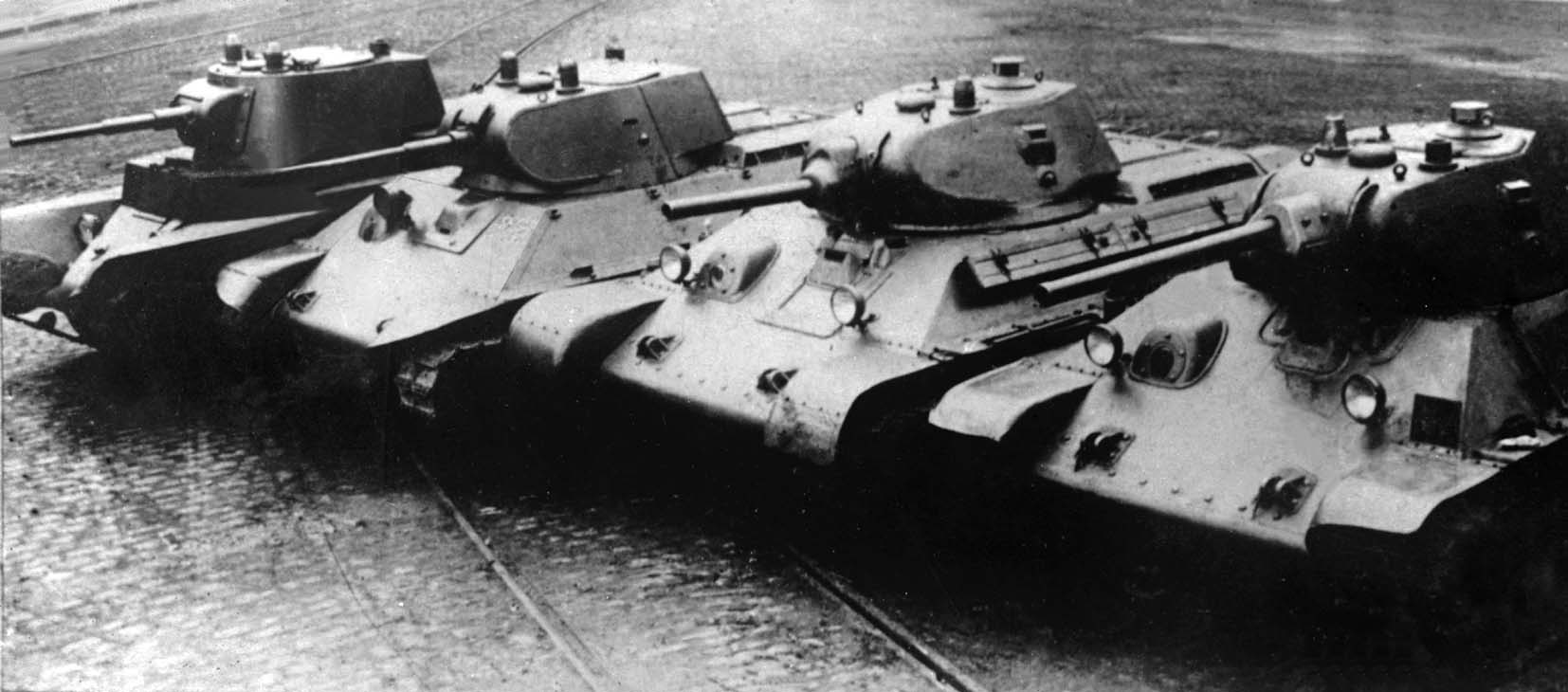
Танки производства ХПЗ им Коминтерна — крупнейшего в СССР танкового завода: БТ-7, А-20, Т-34-76 с пушкой Л-11, Т-34-76 с пушкой Ф-34

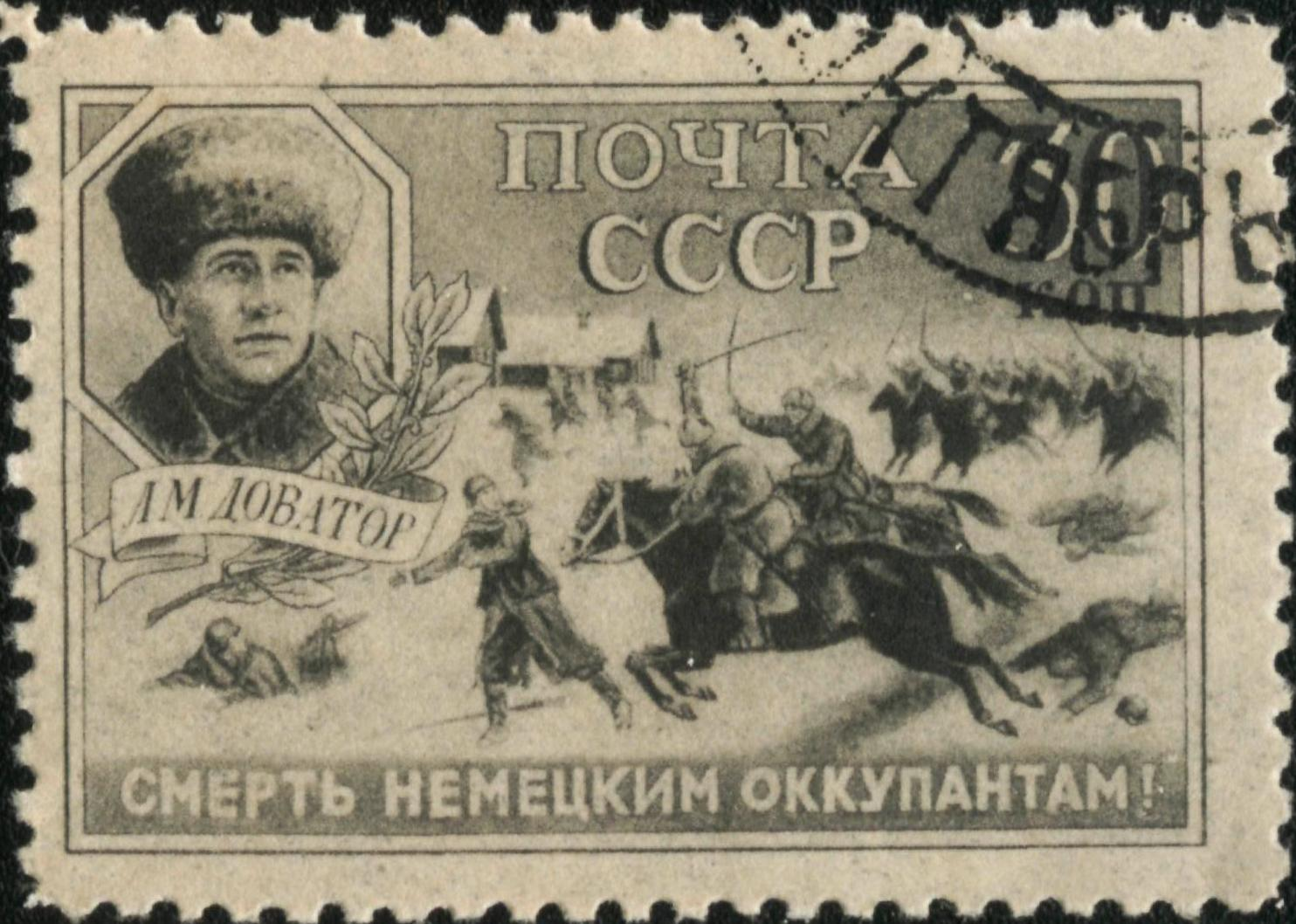
Военная почтовая марка СССР «Доватор. Смерть немецким оккупантам!», 1942 год

Открытка Народного комиссариата обороны СССР «2-я гвардейская кавдивизия», 1942 год

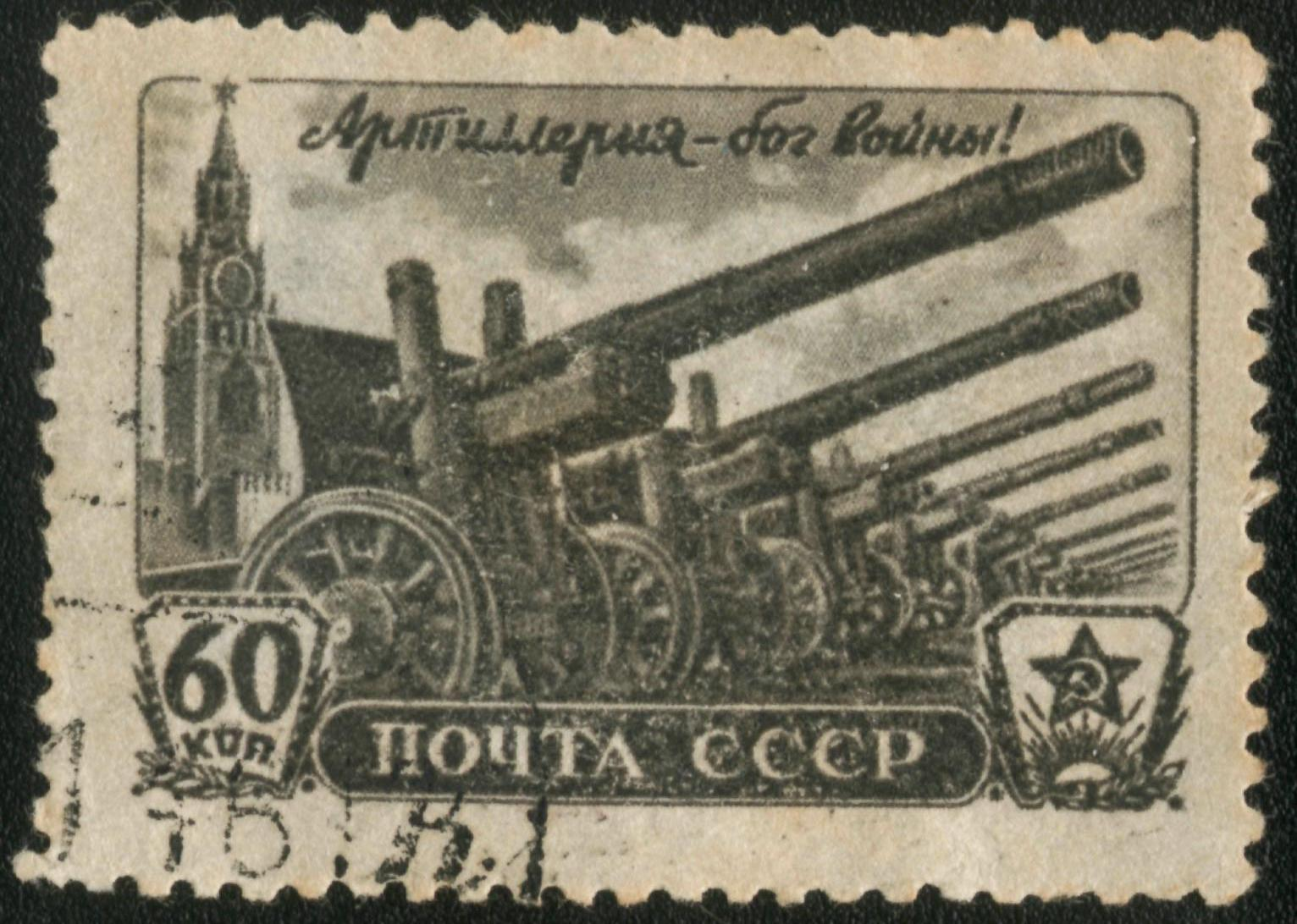
Почтовая марка СССР «Артиллерия — бог войны!», 1945 год

### Пехота

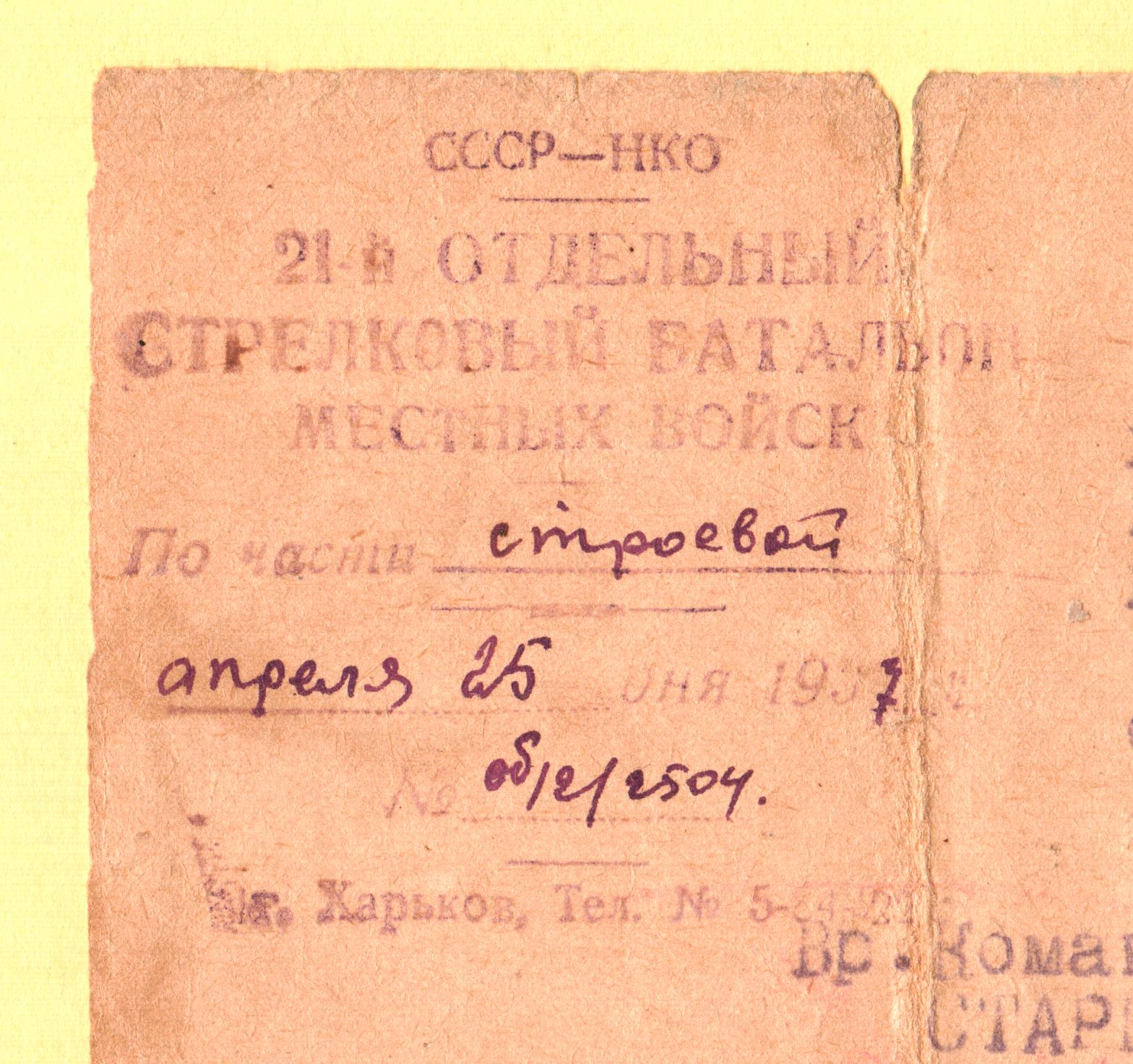
Печать 21-го осбата мв. 1937

Пехота — главный род войск, составляющий основной костяк РККА.

…Пехота, являясь самым многочисленным родом войск, выполняет наиболее тяжкую и ответственную боевую работу…— Боевой устав пехоты РККА 1927 года
Наибольшей стрелковой единицей в 1920-х годах являлся стрелковый полк. Стрелковый полк состоял из стрелковых батальонов, полковой артиллерии, небольших подразделений — связи, сапёрных и прочих, — и штаба полка. Стрелковый батальон состоял из стрелковых и пулемётной рот, батальонной артиллерии и штаба батальона. Стрелковая рота — из стрелковых и пулемётного взводов. Стрелковый взвод — из отделений. Отделение — наименьшая организационная единица стрелковых войск. Оно было вооружено винтовками, ручными пулемётами, ручными гранатами и гранатомётом.

### Артиллерия
Наибольшей единицей артиллерии являлся артиллерийский полк. Он состоял из артиллерийских дивизионов и штаба полка. Артиллерийский дивизион состоял из батарей и управления дивизиона. Батарея — из взводов. Во взводе — два орудия.
Артиллерийский корпус прорыва (1943—1945) — соединение (корпус) артиллерии РККА в вооружённых силах СССР во время Великой Отечественной войны. Артиллерийские корпуса прорыва входили в состав артиллерии резерва Верховного Главнокомандования.

### Конница
Советская конница или кавалерия вначале была малочисленной. К концу 1918 года на театрах военных действий Гражданской войны насчитывалось всего около 40 000 сабель, что составляло 10 % состава всей действующей Красной армии. Кавалерийские формирования в большинстве своём входили в состав стрелковых дивизий. Советская кавалерия начала формироваться одновременно с созданием Красной армии в 1918 году. Из расформированной старой русской армии в состав РККА вошли только три кавалерийских полка. В формировании кавалерии для Красной армии встретился ряд трудностей: основные районы, поставлявшие в армию кавалеристов и верховых лошадей (Украина, Юг и Юго-Восток России), были заняты белогвардейцами и оккупированы армиями иностранных государств; не хватало опытных командиров, оружия и снаряжения. Поэтому основными организационными единицами в кавалерии первоначально были сотни, эскадроны, отряды и полки. От отдельных кавалерийских полков и конных отрядов вскоре начался переход к формированию бригад, а затем и дивизий. Так, из небольшого конного партизанского отряда С. М. Будённого, созданного в феврале 1918 года, осенью этого же года в ходе боёв за Царицын была сформирована 1-я Донская кавалерийская бригада, а затем сводная кавалерийская дивизия Царицынского фронта.
Особенно энергичные меры по созданию кавалерии были предприняты летом 1919 года для противостояния армии Деникина. Чтобы лишить последнюю преимущества в кавалерии, нужны были более крупные, чем дивизия, кавалерийские соединения.
В июне — сентябре 1919 года были созданы два первых конных корпуса; к концу 1919 года численность советской и противостоящей ей кавалерии сравнялась. Боевые действия 1918—1919 годов показали, что соединения кавалерии являлись мощной ударной силой, способной решать важные оперативные задачи как самостоятельно, так и во взаимодействии со стрелковыми соединениями. Важнейшим этапом в строительстве советской кавалерии было создание в ноябре 1919 года Первой Конной армии, а в июле 1920 года — Второй Конной армии. Соединения и объединения кавалерии сыграли важную роль в операциях против армий Деникина и Колчака в конце 1919 — начале 1920 года, Врангеля и армии Польши в 1920 году.
В годы Гражданской войны в отдельных операциях кавалерия составляла до 50 % численности пехоты. Основным способом действий подразделений, частей и соединений кавалерии было наступление в конном строю (конная атака), поддерживавшееся мощным огнём пулемётов с тачанок. Когда условия местности и упорное сопротивление противника ограничивали действия кавалерии в конном строю, она вела бой в спешенных боевых порядках. Советское командование в годы Гражданской войны сумело успешно решить вопросы использования крупных масс кавалерии для выполнения оперативных задач. Создание первых в мире подвижных объединений — конных армий стало выдающимся достижением военного искусства. Конные армии были основным средством стратегического манёвра и развития успеха, применялись массированно на решающих направлениях против тех сил противника, которые на данном этапе представляли наибольшую опасность.
Успеху боевых действий советской кавалерии в годы Гражданской войны способствовали обширность театров военных действий, растянутость вражеских армий на широких фронтах, наличие слабо прикрытых или совсем не занятых войсками промежутков, которые использовались кавалерийскими соединениями для выхода на фланги противника и совершения глубоких рейдов в его тыл. В этих условиях кавалерия могла полностью реализовать свои боевые свойства и возможности — подвижность, внезапность ударов, быстроту и решительность действий.
После Гражданской войны кавалерия в Красной армии продолжала оставаться довольно многочисленным родом войск. В 1920-е годы она делилась на стратегическую (кавалерийские дивизии и корпуса) и войсковую (подразделения и части, входившие в состав стрелковых соединений).
Как подвижный род войск стратегическая кавалерия предназначалась для развития прорыва и могла использоваться по решению фронтового командования.
Позже, в период демобилизации, основная единица конницы — кавалерийский полк. Полк состоит из сабельных и пулемётного эскадронов, полковой артиллерии, технических подразделений и штаба. Сабельный и пулемётный эскадроны состоят из взводов. Взвод делится на отделения. В 1930-е годы в состав кавалерийских дивизий были введены механизированные (позднее танковые) и артиллерийские полки, зенитные средства; для кавалерии были разработаны новые боевые уставы.
Кавалерийские части и подразделения принимали активное участие в боевых действиях начального периода Великой Отечественной войны. В частности, в битве за Москву доблестно проявил себя кавалерийский корпус под командованием Л. М. Доватора. Однако в ходе войны становилось всё более очевидным, что будущее за новыми современными родами войск (сил), поэтому к концу войны большинство кавалерийских частей были расформированы. После окончания Великой Отечественной войны, в 1945 году, кавалерия как род войск практически перестала существовать.

### Автобронетанковые войска
В 1920 году в СССР началось производство собственных танков, а вместе с ним были заложены основы концепции боевого применения войск. В 1927 году в «Боевом уставе пехоты» особое внимание было уделено боевому применению танков и их взаимодействию с пехотными подразделениями. Так, например, во второй части этого документа записано, что важнейшими условиями успеха являются:
- внезапное появление танков в составе атакующей пехоты, одновременное и массовое применение их на широком участке с целью рассредоточения артиллерийских и других противоброневых средств противника;
- эшелонирование танков в глубину при одновременном создании из них резерва, что позволяет развить атаку на большую глубину;
- тесное взаимодействие танков с пехотой, которая закрепляет занятые ими пункты.

Наиболее полно вопросы использования раскрывались во «Временной инструкции по боевому применению танков», выпущенной в 1928 году. В ней предусматривалось две формы участия танковых подразделений в бою: для непосредственной поддержки пехоты и в качестве передового эшелона, действующего вне огневой и зрительной связи с ней.
Автобронетанковые войска состояли из танковых частей и соединений, а также из частей, вооружённых бронеавтомобилями. Основной тактической единицей являлся отдельный танковый батальон. Он состоял из танковых рот. Танковая рота состоит из танковых взводов. Состав танкового взвода — до пяти танков. Рота бронеавтомобилей состояла из взводов; взвод — из трёх — пяти бронеавтомобилей.
Впервые танковые бригады начали создаваться в 1935 году как отдельные танковые бригады резерва Главного командования. В 1940 году на их базе были сформированы танковые дивизии, вошедшие в состав механизированных корпусов. Однако из-за огромных потерь в танках, понесённых РККА в начале войны, и недостаточного их выпуска НКО СССР было принято решение внести существенные коррективы в организационную структуру бронетанковых войск. В соответствии с директивным письмом Ставки Верховного Командования от 15 июля 1941 года началось упразднение механизированных корпусов, продолжавшееся до начала сентября 1941 года. В связи с их расформированием танковые дивизии передавались в подчинение командующих армиями, а моторизованные переформировывались в стрелковые дивизии. Из-за этих причин пришлось перейти от дивизионной к бригадной организации бронетанковых войск, установленной приказом НКО СССР № 0063, а в сентябре 1941 года — и к созданию отдельных танковых батальонов различной штатной численности (от 29 до 36 танков в батальоне). Танковые бригады и отдельные танковые батальоны стали основными организационными формами в советских бронетанковых войсках. На 1 декабря 1941 года в РККА было 68 отдельных танковых бригад и 37 отдельных танковых батальонов, использовавшихся главным образом для непосредственной поддержки стрелковых войск. Такая организация в условиях 1941 года была вынужденной. В 1942 году в связи с восстановлением танковых корпусов, а затем и механизированных корпусов были сформированы танковые бригады, вошедшие в их состав. Бригада включала два танковых и один мотострелково-пулемётный батальоны, а также ряд отдельных подразделений (всего 53 танка). В дальнейшем организационно — штатная структура танковых батальонов совершенствовалась для повышения её самостоятельности, ударной и огневой мощи. С ноября 1943 года бригада имела три танковых батальона, моторизованный батальон автоматчиков, зенитную пулемётную роту и другие подразделения (всего 65 танков Т-34). За боевые заслуги 68 танковых бригад получили звание гвардейских, 112 присвоены почётные наименования, 114 награждены орденами. В 1945—1946 годах танковые бригады были переформированы в танковые полки. В 1942—1954 годах эти войска назывались бронетанковыми и механизированными войсками (БТМВ). Они состояли из танковых (с 1946 года — механизированных) армий, танковых, тяжёлых танковых, механизированных, самоходно-артиллерийских, мотострелковых бригад (с 1946 года — полков). С 1954 года стали именоваться бронетанковыми войсками; в их состав входили танковые и механизированные части.
Механизированные войска состояли из механизированных (танковых), моторизированных стрелковых, артиллерийских и других частей и подразделений. Понятие «механизированные войска» появилось в различных армиях к началу 1930-х годов. В 1929 году в СССР было создано Центральное управление механизации и моторизации РККА и сформирован первый опытный механизированный полк, развёрнутый в 1930 году в первую механизированную бригаду в составе танкового, артиллерийского, разведывательных полков и подразделений обеспечения. Бригада имела 110 танков МС-1 и 27 орудий и предназначалась для исследования вопросов оперативно-тактического применения и наиболее выгодных организационных форм механизированных соединений. В 1932 году на базе этой бригады создан первый в мире механизированный корпус — самостоятельное оперативное соединение, включавшее две механизированные и одну стрелково-пулемётную бригады, отдельный зенитно-артиллерийский дивизион и свыше 500 танков и 200 автомобилей. Название «механизированные войска» было закреплено в 1932 году во временном наставлении механизированных войск РККА, которое называется «Вождение и бой самостоятельных механизированных соединений». К началу 1936 года существовало четыре механизированных корпуса, шесть отдельных бригад и 15 полков в кавалерийских дивизиях. В 1937 году Центральное управление механизации и моторизации РККА переименовано в Автобронетанковое управление Красной армии, а в декабре 1942 года образовано Управление командующего бронетанковыми и механизированными войсками. Во время Великой Отечественной войны 1941—1945 годов бронетанковые и механизированные войска стали основной ударной силой РККА.

### Военно-воздушные силы

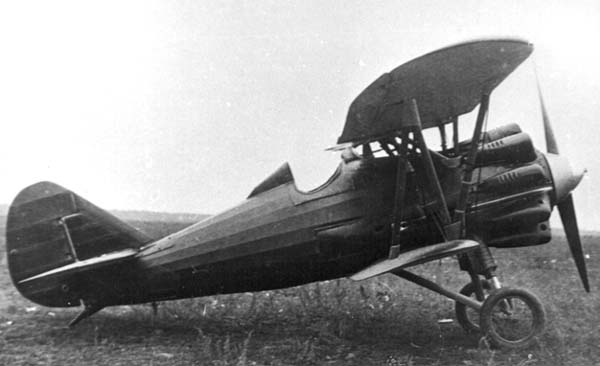
Истребитель авиации РККА И-5.

Авиация в Советских Вооружённых силах стала формироваться в 1918 году. Организационно состояла из отдельных авиационных отрядов, входивших в окружные Управления воздушного флота, которые в сентябре 1918 года были переформированы во фронтовые и армейские полевые управления авиации и воздухоплавания при штабах фронтов и общевойсковых армий. В июне 1920 года полевые управления были реорганизованы в штабы воздушных флотов с непосредственным подчинением командующим фронтами и армиями. После Гражданской войны ВВС фронтов перешли в состав военных округов. В 1924 году авиационные отряды ВВС военных округов были сведены в однородные авиационные эскадрильи (по 18—43 самолёта), преобразованные в конце 1920-х годов в авиационные бригады. В 1938—1939 годах авиация военных округов была переведена с бригадной на полковую и дивизионную организацию. Основной тактической единицей стал авиационный полк (60—63 самолёта). Авиация РККА, основываясь на главном свойстве авиации — способности наносить противнику быстрые и мощные удары с воздуха на большие расстояния, не доступные для других родов войск. Боевыми средствами авиации были самолёты, вооружённые бомбами фугасного, осколочного и зажигательного действия, пушками и пулемётами. Авиация обладала, на тот момент, большой скоростью полёта (400—500 и более километров в час), способностью легко преодолевать боевой фронт противника и проникать глубоко в его тыл. Боевая авиация применялась для поражения живой силы и технических средств противника; для уничтожения его авиации и разрушения важных объектов: железнодорожных узлов, предприятий военной промышленности, узлов связи, дорог и т. д. разведывательная авиация имела своим назначением ведение воздушной разведки в тылу противника. Авиация вспомогательного назначения использовалась для корректирования огня артиллерии, для связи и наблюдения за полем боя, для вывоза в тыл больных и раненых, требующих срочной врачебной помощи (санитарная авиация), и для срочной перевозки военных грузов (транспортная авиация). Кроме того, авиация использовалась для переброски войск, оружия и других средств борьбы на большие расстояния. Основной единицей авиации был авиационный полк (авиаполк). Полк состоял из авиационных эскадрилий (авиаэскадрилий), авиаэскадрилья — из звеньев.
К началу Великой Отечественной войны 1941—1945 годов авиация военных округов состояла из отдельных бомбардировочных, истребительных, смешанных (штурмовых) авиационных дивизий и отдельных разведывательных авиационных полков. Осенью 1942 года авиационные полки всех родов авиации имели по 32 самолёта, летом 1943 года количество самолётов в полках штурмовой и истребительной авиации было увеличено до 40 самолётов.

### Инженерные войска
В дивизиях предусматривалось иметь инженерный батальон, в стрелковых бригадах — сапёрную роту. В 1919 году сформированы специальные инженерные части. Руководство инженерными войсками осуществляли инспектор инженеров при Полевом штабе Республики (в 1918—1921 годах — А. П. Шошин), начальники инженеров фронтов, армий и дивизий. В 1921 году руководство войсками возложено на Главное военно-инженерное управление. К 1929 году штатные инженерные части были во всех родах войск. После начала Великой Отечественной войны в октябре 1941 года учреждена должность начальника Инженерных войск. В ходе войны инженерные войска строили укрепления, создавали заграждения, минировали местность, обеспечивали проведение манёвра войск, проделывали проходы в минных полях противника, обеспечивали преодоление его инженерных заграждений, форсирование водных преград, участвовали в штурме укреплений, городов и т. д.

### Химические войска
13 ноября 1918 года приказом Реввоенсовета Республики за № 220 была создана Химическая служба РККА.
В 1923 году в штаты стрелковых полков введены противогазовые команды.
В 1924—1925 годах, в ходе военной реформы заложены основы современных войск и службы, сделан важный шаг к созданию централизованного руководства ими, положено начало плановой военно-химической подготовке в частях.
К концу 1920-х годов химические подразделения имелись во всех стрелковых и кавалерийских дивизиях и бригадах. В Великую Отечественную войну в составе химических войск находились: технические бригады (для постановки дымов и маскировки крупных объектов), бригады, батальоны и роты противохимической защиты, огнемётные батальоны и роты, базы, склады и т. д. Во время военных действий поддерживали высокую готовность противохимической защиты частей и соединений на случай применения противником химического оружия, уничтожали врага с помощью огнемётов и осуществляли дымовую маскировку войск, непрерывно вели разведку для раскрытия подготовки противника к химическому нападению и своевременному предупреждению своих войск, участвовали в обеспечении постоянной готовности воинских частей, соединений и объединений к выполнению боевых задач в условиях возможного применения противником химического оружия, уничтожали живую силу и технику врага огнемётно-зажигательными средствами, осуществляли маскировку своих войск и объектов тыла дымами.

### Войска связи
Первые подразделения связи в РККА сформированы в 1918 году. 20 октября 1919 году Войска связи созданы как самостоятельные специальные войска. В 1941 году введена должность начальника Войск связи.

### Автомобильные войска
В составе Тыла Вооружённых Сил СССР. В советских ВС появились в период Гражданской войны. К началу Великой Отечественной войны 1941—1945 годов состояли из подразделений и частей.
В Республике Афганистан военным автомобилистам отводилась решающая роль в обеспечении ОКСВА всеми видами материальных средств. Автомобильными частями и подразделениями осуществлялась перевозка грузов не только для войск, но и мирного населения страны.
59-я отдельная бригада материального обеспечения

### Железнодорожные войска
В 1926 году военнослужащие Отдельного корпуса железнодорожных войск РККА начали проводить топографическую разведку будущей трассы БАМа.
1-я Гвардейская морская артиллерийская железнодорожная бригада (преобразована из 101-й морской артиллерийской железнодорожной бригады) КБФ. Звание «Гвардейская» было присвоено 22 января 1944 года.
11-я Гвардейская отдельная железнодорожная артиллерийская батарея КБФ. Звание «Гвардейская» было присвоено 15 сентября 1945 года.
Два из четырёх железнодорожных корпусов строили БАМ и два — в Тюмени возводили мосты, прокладывали дороги к каждой вышке.

### Дорожные войска
В составе Тыла ВС СССР. В советских ВС появились в период Гражданской войны]. К началу Великой Отечественной войны 1941—1945 годов состояли из подразделений и частей.
К середине 1943 года в дорожных войсках состояло 294 отдельных дорожных батальона, 22 управления военно-автомобильных дорог (ВАД) с 110 дорожно-комендантскими участками (ДКУ), семь военно-дорожных управлений (ВДУ) с 40 дорожными отрядами (ДО), 194 гужетранспортные роты, ремонтные базы, базы по производству мостовых и дорожных конструкций, учебные и другие учреждения.

### Трудовая армия
Трудовая армия (Трудармия) — воинские формирования (объединения) в ВС Советской Республики в 1920—1922 гг., временно использовавшиеся на работах по восстановлению народного хозяйства во время Гражданской войны. Каждая трудовая армия состояла из обычных стрелковых соединений, кавалерийских, артиллерийских и других частей, занимающихся трудовой деятельностью и одновременно сохраняющих способность к быстрому переходу в состояние боевой готовности. Всего было образовано восемь трудовых армий; в военно-административном отношении они подчинялись РВСР, а в хозяйственно-трудовом — Совету Труда и Обороны. Предшественница военно-строительных частей (военно-строительных отрядов).

## Личный состав

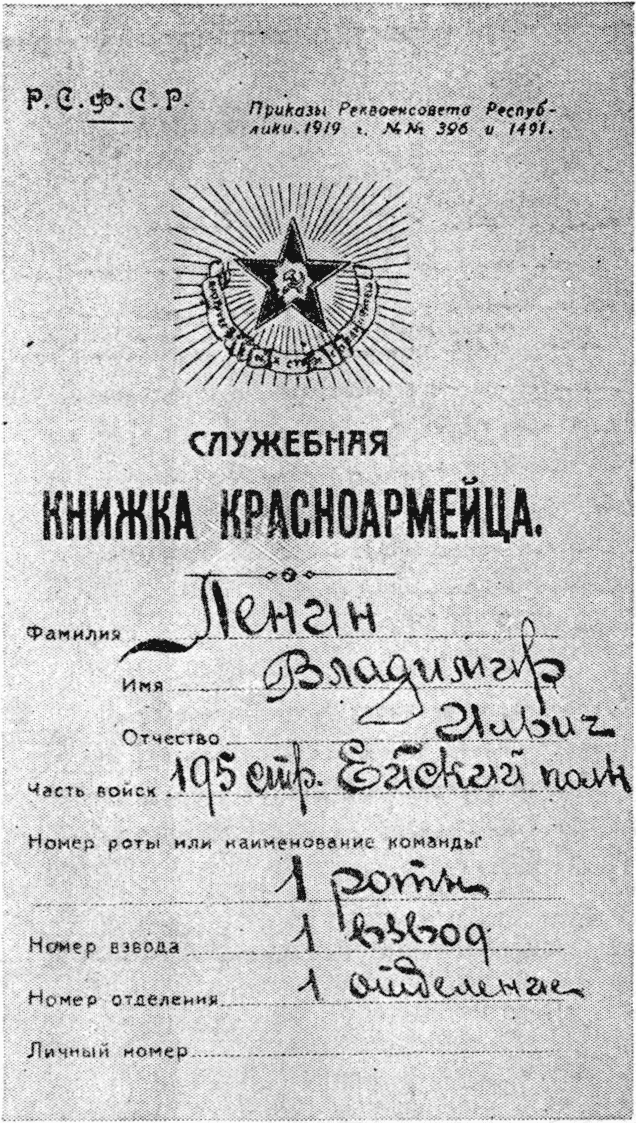
Служебная книжка красноармейца, 1919
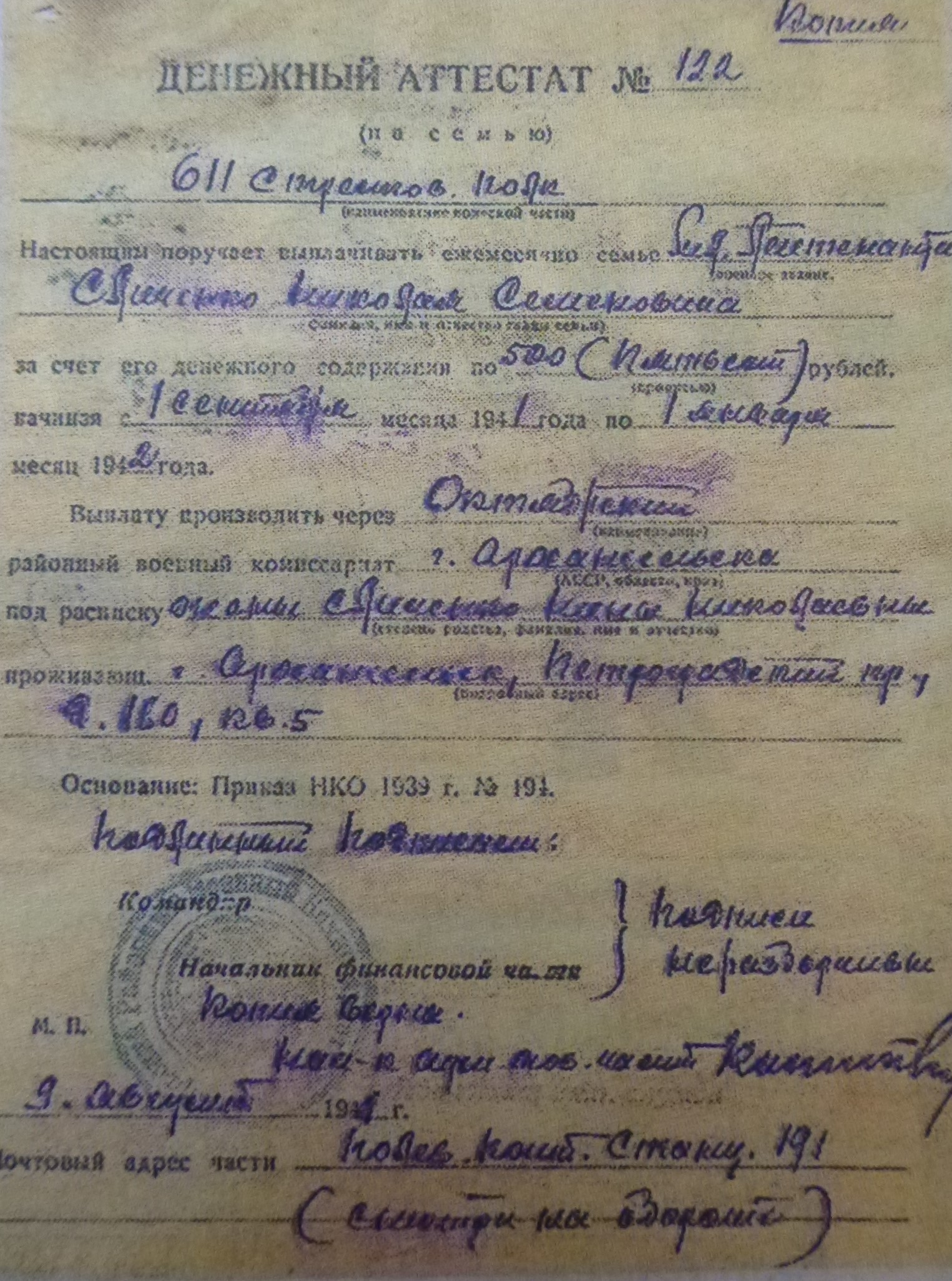
Копия денежного аттестата (на семью) младшего лейтенанта РККА, август 1941
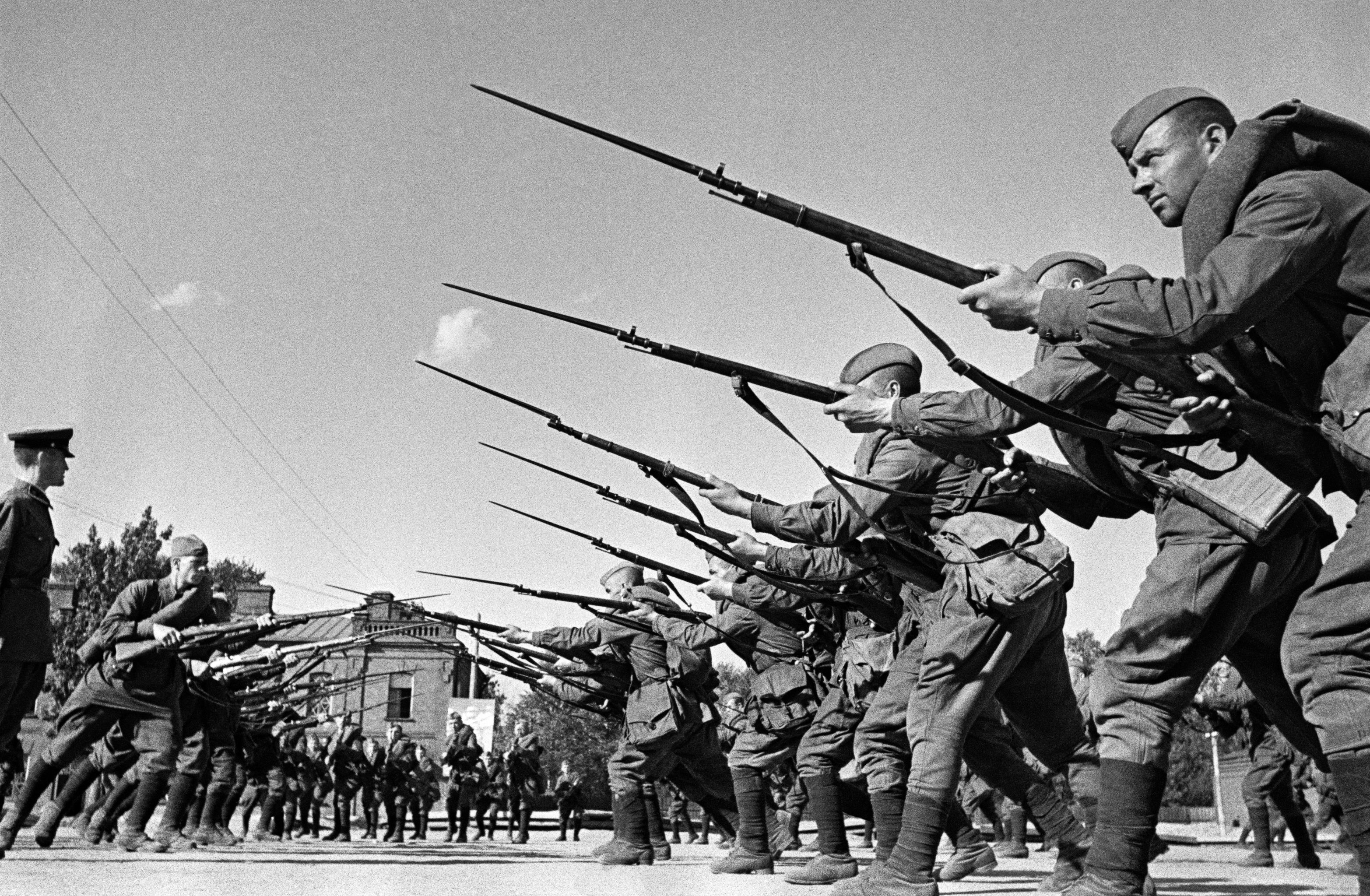
Обучение бойцов перед отправкой на фронт. Москва, август 1941

### Звания
и в 1955—1991
Ранняя Красная армия отвергла офицерство как явление, объявив его «пережитком царизма». Само слово «офицер» было заменено словом «командир». Были отменены погоны, воинские звания — вместо них использовались названия должностей, например, «комдив» (командир дивизии), или «комкор» (командир корпуса). 30 июля 1924 года выдан приказ РВС СССР за № 989 о присвоении всему командному составу РККА звания командир Рабоче-крестьянской Красной армии. Также в этот год были введены «служебные категории», от К-1 (низшей) до К-14 (высшей), соответствующие опыту и квалификации командира. При обращении к командиру, должность которого была неизвестна, следовало называть соответствующую категории должность, например, «товарищ комполка» для К-9. В качестве знаков различия использовались треугольники (для младшего комсостава К1 и 2), квадраты (для среднего комсостава К 3—6), прямоугольники (для старшего командного состава К 7—9) и ромбы (для высшего командного состава К-10 и выше). Рода войск на форме различались по цвету петлиц.
22 сентября 1935 года служебные категории были отменены и введены персональные звания. Они представляли собой смесь названий должностей и традиционных званий, например, «комдив». Отдельные звания были введены для политработников («бригадный комиссар», «комиссар армии 2-го ранга»), для технических служб («инженер 3-го ранга», «дивизионный инженер»), для медицинских работников и так далее.
7 мая 1940 года были введены персональные звания «генерал», «адмирал», заменившие прежние «комдив», «командарм» и прочие. 2 ноября 1940 года были отменены должностные ранги для младшего командного состава, и введено звание подполковника.
В начале 1942 года звания технических и тыловых служб были приведены в соответствие с традиционными («инженер-майор», «инженер-полковник» и другие). 9 октября 1942 года была отменена система политических комиссаров, вместе с особыми званиями. Должностные звания остались только для медицинской, ветеринарной и юридической служб.
В начале 1943 года прошла унификация уцелевших должностных званий. Снова вернулось в официальный лексикон слово «офицер», вместе с погонами и прежними знаками различия. Система воинских званий и знаков различия практически не менялась вплоть до распада СССР; современные ВС России фактически продолжает использовать ту же систему. Старые должностные звания «комбат» (командир батальона), «комбриг» (командир бригады), «комдив» (командир дивизии, либо дивизиона) до сих пор сохраняются в неофициальном (жаргон) использовании.
Несмотря на то, что воинские звания РККА образца 1943 года разрабатывались на основе званий Русской императорской армии, они, тем не менее, не являются точной их копией. В первую очередь существовали следующие различия:
- не были восстановлены унтер-офицерские чины: фельдфебель, вахмистр (кавалерийский чин).
- не были восстановлены обер-офицерские чины: подпоручик, поручик, штабс-капитан.
- чин прапорщика (на старославянском — «знаменосец», от «прапор» — знамя), относившийся в царской армии к офицерским, в Советской армии был учреждён только в 1972 году. Звания «прапорщик», «старший прапорщик» выделены в отдельную категорию и к офицерским не относятся.
- не были восстановлены чины, существовавшие только в кавалерии — корнет (соответствует подпоручику), штабс-ротмистр (соответствует штабс-капитану), ротмистр (соответствует капитану).
- вместе с тем был учреждён чин майора, в Русской армии упразднённый в 1881 году.
- ряд изменений произошёл и в чинах высшего офицерского состава, например, не был восстановлен чин генерал-фельдцейхмейстера и другие.

Более подробно см. Табель о рангах.
В целом, воинские звания младшего командного состава (сержанты и старшины) Красной армии соответствуют царским (русским) унтер-офицерским чинам, звания младших офицеров — обер-офицерским (уставное обращение в Русской армии — «ваше благородие»), старших офицеров, от майора до полковника — штаб-офицерским (уставное обращение в Русской армии — «ваше высокоблагородие»), высших офицеров, от генерал-майора до маршала — генеральским («ваше превосходительство»).
Более подробное соответствие чинов может быть установлено только приблизительно, так как само количество воинских званий различно. Так, чин подпоручика примерно соответствует воинскому званию «лейтенант», а царский чин капитана примерно соответствует советскому воинскому званию «майор».
Знаки различия воинских званий РККА образца 1943 года также не были точной копией царских, хотя и создавались на их основе. Так, чин полковника в Императорской армии обозначался погонами с двумя продольными полосами и без звёздочек; в Красной армии на погоне полковника — две продольные полосы и три звёздочки среднего размера, расположенные треугольником.

### Командный состав

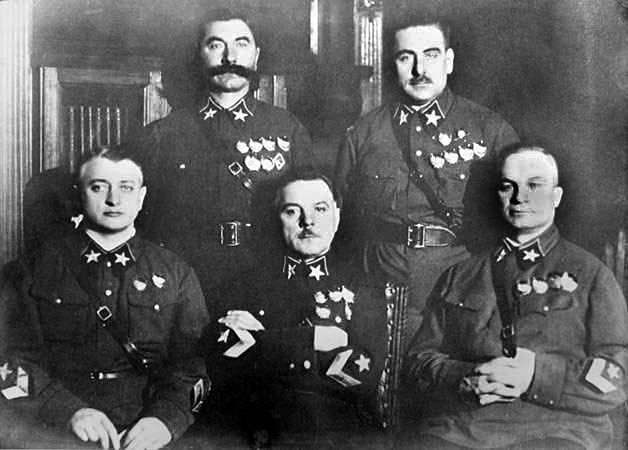
Первые пять маршалов Советского Союза (слева направо) сидят: Тухачевский (расстрелян), Ворошилов, Егоров (расстрелян); стоят: Будённый и Блюхер (арестован, умер в Лефортовской тюрьме от пыток).

Значительная часть командного состава РККА до начала 1930-х годов — люди, получившие офицерские чины в императорской и отчасти в белой армиях. Замена их на командиров, прошедших подготовку в советских военных учреждениях, затянулась. Согласно докладной записке Я. Б. Гамарника (май 1931 года) «бывших» офицеров в командном составе было 5195 человек, в том числе 770 — в высшем начальствующем составе сухопутных войск (67,6 % высшего начсостава сухопутных войск), 51 человек — в Морских силах (53,4 % высшего начальствующего состава военно-морских сил), 133 человека — в ВВС (31,1 %).

### Репрессии 1937—1938 годов
Частью Большого террора 1937—1938 годов, по мнению некоторых, стала так называемая «чистка кадров Красной армии». Её целью стало очищение от ненадёжных элементов, преимущественно среди высших чинов. Небольшая часть из них была возвращена обратно в результате первой бериевской реабилитации и после нападения нацистской Германии на СССР. По мнению некоторых историков, «сталинская чистка» Красной армии стала одним из факторов, придавшим Гитлеру уверенности в успехе его нападения на Советский Союз. Вызвала ли чистка ослабление Красной армии является дискуссионным вопросом. Сторонники противоположной точки зрения указывают на то, что численность РККА увеличилась на пике чисток. В 1937 году она составляла 1,5 миллиона человек, увеличившись к июню 1941 года более чем в три раза. Рассекреченные данные указывают, что в 1937 году Красная армия насчитывала 114 300 офицеров, 11 034 из которых были репрессированы и не реабилитированы до 1940 года. 2 марта 1937 г нарком обороны СССР Ворошилов в своей речи на мартовском пленуме ЦК ВКП(б) озвучил следующие цифры — 206 000 командно-начальствующего состава, в том числе 107 000 командиров, 1000 политработников, 25 000 административно-хозяйственного состава, 2715 ветеринарного состава и оставшиеся технический и медицинский состав.

В результате проделанной работы армия в значительной мере очистилась от шпионов, диверсантов, не внушающих доверия иностранцев, от пьяниц, расхитителей народного достояния.— Из отчёта управления по начсоставу РККА, от 5 мая 1940 года, направленном Наркому обороны СССР К. Е. Ворошилову.
Количество репрессированных представителей высшего комсостава РККА на основании подсчётов О. Ф. Сувенирова:
| № п/п | Категория высшего комсостава РККА  | Состояли на службе в РККА в 1936 г. | Погибли в 1937-1941 гг. | Погибли в 1937-1941 гг. | Погибли в 1937-1941 гг.       | Вернулись из тюрьмы живыми | Общее число жертв | Репрессировано в % к численности соответствующей категории на 1936 г. |
| ----- | ---------------------------------- | ----------------------------------- | ----------------------- | ----------------------- | ----------------------------- | -------------------------- | ----------------- | --------------------------------------------------------------------- |
| № п/п | Категория высшего комсостава РККА  | Состояли на службе в РККА в 1936 г. | Расстреляны             | Умерли под стражей      | Покончили жизнь самоубийством | Вернулись из тюрьмы живыми | Общее число жертв | Репрессировано в % к численности соответствующей категории на 1936 г. |
| 1.    | Маршалы Советского Союза           | 5                                   | 2                       | 1                       | —                             | —                          | 3                 | 60                                                                    |
| 2.    | Командармы 1-го и 2-го ранга       | 15                                  | 19                      | —                       | —                             | 1                          | 20                | 133                                                                   |
| 3.    | Флагманы флота 1-го и 2-го ранга   | 4                                   | 5                       | —                       | —                             | —                          | 5                 | 125                                                                   |
| 4.    | Комкоры                            | 62                                  | 58                      | 4                       | 2                             | 5                          | 69                | 112,6                                                                 |
| 5.    | Флагманы 1-го ранга                | 6                                   | 5                       | —                       | —                             | 1                          | 6                 | 100                                                                   |
| 6.    | Комдивы                            | 201                                 | 122                     | 9                       |                               | 22                         | 153               | 76                                                                    |
| 7.    | Комбриги                           | 474                                 | 201                     | 15                      | 1                             | 30                         | 247               | 52,1                                                                  |
|       | В целом по высшему комсоставу РККА | 767                                 | 412                     | 29                      | 3                             | 59                         | 503               | 65,6                                                                  |

### Численность
- К концу апреля 1918 года — 196 000 человек[17].
- К началу сентября 1918 года — 550 000 человек[18].
- Сентябрь 1918 года — 600 000 человек, включая действующие армии[19]
- К концу октября 1918 года — почти 800 000 человек[17].
- К концу 1919 года — 3 000 000 человек[17][18].
- К осени 1920 года — 5 500 000 человек[17][18].
- К январю 1925 года — 562 000 человек[17].
- В 1927 году — 586 000 человек[18].
- Март 1932 года — 604 300 человек во всей РККА (сухопутной Красной армии, Красного воздушного флота и Красного морского флота)).
- На 1 января 1937 года — 1 518 090 человек.
- На 1 января 1938 года — 1 582 057 человек.
- На 21 февраля 1939 года — 1 910 477 человек[20][уточнить ссылку 3431 день].
- На 1 декабря 1939 года — 3 273 400 человек.
- На 1 января 1940 года — 3 851 700 человек.
- На 1 февраля 1940 года — 4 229 954 человек.
- На 1 апреля 1940 года — 4 416 600 человек.
- На 1 мая 1940 года — 3 990 993 человек.
- На 1 июня 1940 года — 4 055 479 человек.
- На 1 сентября 1940 года — 3 423 499 человек.
- На 1 октября 1940 года — 3 446 309 человек.
- К январю 1941 года — 4 200 000 человек[18].
- На 22 июня 1941 года — 5 080 977 человек.
- К 1 июля 1941 года — 10 380 000 человек[17].
- К весне 1942 года — 5 500 000 человек (Действующая армия и флот)[18].
- С весны 1942 года — 5 600 000 человек (Действующая армия и флот).
- К лету 1942 года — около 11 000 000 человек[17].
- К началу 1945 года — 11 365 000 человек[18].
- К маю 1945 года — 11 300 000 человек[18].
- К февралю 1946 года — 5 300 000 человек.

### Воинская обязанность и военная служба
С начала 1918 года служба была добровольной (построена на добровольческих началах). Однако добровольчество не могло дать в нужный момент необходимого количества бойцов вооружённым силам. 12 июня 1918 года Совнарком издал первый декрет о призыве на военную службу рабочих и крестьян Приволжского, Приуральского и Западно-Сибирского военных округов. За этим декретом был издан целый ряд дополнительных декретов и приказов о призывах в вооружённые силы. 27 августа 1918 года был издан Совнаркомом первый декрет о призыве в красный флот военных моряков. РККА была милиционной (от лат. militia — войско), создаваемая на основе территориально-милиционной системы. Воинские части в мирное время состояли из учётного аппарата и небольшого количества командного состава; большая же его часть и рядовой состав, приписанные к воинским частям по территориальному признаку, проходили военное обучение методом вневойсковой подготовки и на кратковременных учебных сборах. Строительство РККА с 1923 год до конца 1930-х годов осуществлялось на основе сочетания территориально-милиционных и кадровых формирований. В современных условиях с ростом технической оснащённости ВС и усложнением военного дела милиционные ВС практически себя изжили. Система основывалась на военных комиссариатах, расположенных по всему Советскому Союзу. Во время призывной кампании молодые люди распределялись на основе квот Генерального Штаба по родам войск и службам. После распределения призывников забирали офицеры из частей и отправляли на курс молодого бойца. Существовал очень небольшой слой профессиональных сержантов; большинство сержантов были призывниками, прошедшими учебный курс для подготовки их на должности младших командиров.
После Гражданской войны в Красную армию не призывались дети купцов, священников, дворян, казаков и др. В 1935 году был разрешён призыв казаков, в 1939 году отменены ограничения на призыв по классовому принципу, однако сохранялись ограничения при поступлении в военные училища.
Срок службы в армии для пехоты и артиллерии — один год, для кавалерии, конной артиллерии и технических войск — два года, для воздушного флота — три года, для морского флота — четыре года.

### Военное обучение
В первой половине 1918 года всевобуч прошёл через несколько этапов своего развития. 15 января 1918 года был издан декрет об организации Рабоче-крестьянской Красной армии и при Наркомате по военным и морским делам создана Всероссийская коллегия по формированию РККА. Она развернула активную работу в центре и на местах. В частности, были взяты на учёт все военные специалисты и кадровые офицеры. В марте 1918 года VII съезд РКП(б) принял решение о всеобщем обучении населения военному делу. Накануне «Известия ВЦИК» напечатали призыв: «Каждый рабочий, каждая работница, каждый крестьянин, каждая крестьянка должны уметь стрелять из винтовки, револьвера или из пулемёта!» Руководить их обучением, уже практически начавшимся в губерниях, уездах и волостях, должны были военные комиссариаты, образованные согласно декрету Совнаркома РСФСР от 8 апреля. При Всероссийском главном штабе 7 мая был учреждён Центральный отдел всевобуча во главе с Л. Е. Марьясиным, местные же отделы создавались при военкоматах. 29 мая ВЦИК издал первое постановление о переходе от комплектования армии добровольцами к мобилизации рабочих и беднейших крестьян.
В июне 1918 года состоялся I съезд работников всевобуча, принявший важные решения. В соответствии с ними строилась и деятельность органов всевобуча на местах. Ещё в январе в Костроме возник губернский военотдел с учётным подотделом. Наркомат по военным делам опубликовал инструкцию о порядке работы таких органов, были открыты вербовочные пункты для записи добровольцев в РККА, и впервые развернулось широкое обучение военному делу. В феврале — марте костромичи и кинешемцы, преимущественно рабочие, записываются в пролетарские красноармейские отряды. Военотделы занимались их обучением. 21 марта, в тот самый день, когда было отменено выборное начало в Красной армии (приказом Высшего военного совета РСФСР), Всероссийская коллегия обратилась к специалистам военного дела, ко всем офицерам старой армии с призывом идти в РККА на командные должности. — Василевский А. М. «Дело всей жизни»
Система военного образования в Красной армии традиционно разделяется на три уровня. Основной — система высшего военного образования, представляющая собой развитую сеть высших военных училищ. Их учащиеся традиционно называются в Красной армии курсантами, что примерно соответствует дореволюционному званию «юнкер». Срок обучения составляет четыре—пять лет, выпускники получают звание «лейтенант», что соответствует должности «командир взвода».
Если в мирное время программа обучения в училищах соответствует получению высшего образования, в военное время она сокращается до среднего специального, сроки обучения резко уменьшаются, и организовываются краткосрочные командные курсы продолжительностью полгода.

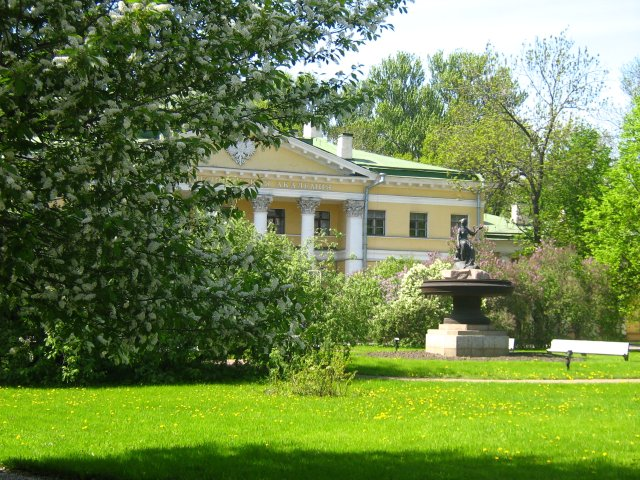
Главное здание ВМА

Традиционной особенностью России являлась система среднего военного образования, состоящая из сети кадетских училищ и корпусов. После развала российских императорских армии и флота в 1917—1918 годах эта система прекратила своё существование. Руководство Коммунистической партии санкционировало основание пяти суворовских военных училищ и одного военно-морского нахимовского училища. Образцом для них послужили дореволюционные кадетские корпуса. Программа обучения в таких училищах соответствует получению полного среднего образования; суворовцы и нахимовцы обычно поступают в высшие военные училища.
После распада СССР в 1991 году в Вооружённых силах Российской Федерации был организован ряд новых учебных заведений, прямо названных кадетскими корпусами. Восстановлено дореволюционное воинское звание «кадет» и соответствующие знаки различия.
Другой традиционной особенностью России является система военных академий. Обучающиеся в них получают высшее военное образование. В этом состоит отличие от западных стран, в которых академии обычно готовят младших офицеров.
Военные академии Красной армии пережили ряд переформирований и передислокаций и разделяются по различным родам войск (Военная Академия Тыла и Транспорта, Военно-Медицинская Академия, Военная Академия Связи, Академия Ракетных Войск Стратегического Назначения имени Петра Великого, и др.). Существует точка зрения о том, что ряд военных академий прямо унаследованы РККА от царской армии. В частности, Военная академия имени М. В. Фрунзе происходит от Николаевской академии Генерального штаба, а артиллерийская — от Михайловской артиллерийской академии, основанной великим князем Михаилом в 1820 году. Эта точка зрения не разделялась в советский период, ибо история РККА велась с 1918 г. К тому же прямой наследницей Николаевской Академии Генерального Штаба считались Высшие Военно-Научные Курсы (ВВНК), созданные в Белой эмиграции по инициативе бывшего Верховного Главнокомандующего Русской армии Великого князя Николая Николаевича Младшего как преемник и продолжатель традиций Академии Генштаба.
Вооружённые силы Российской Федерации сохранили советскую систему военного образования в общих чертах, расформировав при этом ряд училищ в рамках общего сокращения Вооружённых Сил в 1990-х годах. Однако наибольшей потерей для системы военного образования стал распад СССР. Так как Советская армия представляла собой единую для СССР систему, военные училища организовывались без учёта деления на союзные республики. В результате, например, из шести (Ленинградское, Коломенское, Тбилисское, Сумское, Одесское, Хмельницкое) артиллерийских училищ Вооружённых Сил СССР три остались на Украине, при том, что украинской армии не требовалось такое количество офицеров-артиллеристов.

### Офицеры запаса
В Красной армии была впервые в мире организована система подготовки командиров и начальников запаса, позднее — офицеров (с 1943 года). Её основная цель — создать большой резерв командиров и начальников (с 1943 года — офицеров) на случай всеобщей мобилизации в военное время. Общей тенденцией всех армий, флотов и авиаций мира в течение XX века стало неуклонное повышение среди офицеров доли людей с высшим образованием. В послевоенной Советской армии эта цифра была доведена фактически до 100 %.
В соответствии с этой тенденцией Советская армия рассматривает практически любое гражданское лицо с высшим образованием как потенциального офицера запаса в военное время. Для их обучения развёрнута сеть военных кафедр при гражданских ВУЗах, программа обучения на которых соответствует высшему военному училищу.
Подобная система, применённая впервые в мире в Советской России, взята на вооружение Соединёнными Штатами Америки, где значительная часть офицеров подготавливается на курсах вневойсковой подготовки офицеров резерва и в офицерских кандидатских школах. Развитая сеть высших военных училищ является также весьма дорогостоящей; содержание одного училища обходится государству, примерно как содержание дивизии, полностью развёрнутой по штату военного времени. Курсы подготовки офицеров резерва гораздо дешевле, и Соединённые Штаты делают на них большой упор.

## Вооружение и военная техника
Развитие Красной армии отразило общие тенденции развития военной техники в мире. К их числу относятся, например, формирование танковых войск и военно-воздушных сил, механизация пехоты и её преобразование в мотострелковые войска, расформирование кавалерии, появление на сцене ядерного оружия.

### Роль кавалерии
Первая мировая война, в которой приняла активное участие Россия, резко отличалась по характеру и масштабам от всех предыдущих войн. Сплошная многокилометровая линия фронта и затяжная «окопная война» сделали практически невозможным широкое применение кавалерии. Однако Гражданская война по своему характеру резко отличалась от Первой мировой.
К её особенностям относились чрезмерная растянутость и нечёткость линий фронтов, что сделало возможным широкое боевое применение конницы. К специфике Гражданской войны относится боевое применение «тачанок», наиболее активно использовавшихся войсками Нестора Махно.
Общей тенденцией межвоенного периода стала механизация войск и отказ от конной тяги в пользу автомобилей, развитие танковых войск. Тем не менее, необходимость полного расформирования кавалерии была для большинства стран мира не очевидной. В СССР в пользу сохранения и дальнейшего развития кавалерии выступали некоторые полководцы, выросшие во время Гражданской войны.
Несмотря на это, кавалерию активно расформировывали: если в 1937 г. в армии имелось 32 дивизии, то к 1941 году Красная армия насчитывала 13 кавалерийских дивизий, позже, в начале войны развёрнутых до 34 дивизий «лёгкого типа». Позже, в 1943 г. кавалерийские корпуса превратились в современные конно-механизированные группы. Окончательное расформирование кавалерии произошло в середине 1950-х годов. Командование армии США издало приказ о механизации кавалерии в 1942 году, существование кавалерии в Германии прекратилось вместе с её разгромом в 1945 г.

### Бронепоезда
Бронепоезда широко применялись во многих войнах задолго до Гражданской войны в России. В частности, они использовались английскими войсками для охраны жизненно важных железнодорожных коммуникаций во время англо-бурских войн. Использовались они и во время Гражданской войны в США. В России «бум бронепоездов» пришёлся на Гражданскую войну. Это было вызвано её спецификой — фактическим отсутствием чётких линий фронтов и острой борьбой за железные дороги как основное средство для быстрой переброски войск, боеприпасов, хлеба.
Часть бронепоездов были унаследованы РККА от царской армии, в то же время было развёрнуто серийное производство новых. Кроме того, вплоть до 1919 года сохранялось массовое изготовление «суррогатных» бронепоездов, собираемых из подручных материалов на основе обычных пассажирских вагонов при отсутствии каких-либо чертежей; такой «бронепоезд» мог быть собран буквально за сутки.
К концу Гражданской войны в ведении Центрального совета броневых частей (Центробронь) находилось 122 полноценных бронепоезда, количество которых к 1928 году было сокращено до 34.

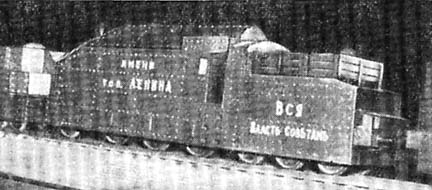
Бронепоезд № 6 им. Ленина

Помимо бронепоездов Красной армии («Ленин», «Память тов. Урицкого», «Смерть паразитам» и др.) бронепоездные части также находились в составе и многих других воюющих сторон — Добровольческой армии генерала Деникина («Офицер», «Генерал Корнилов», «Единая Россия»), чехословацкого корпуса («Orlik»), украинских националистов («Слава Украины», «Сечевик») и др.
Широкое боевое применение бронепоездов во время Гражданской войны наглядно показало их главную слабость. Бронепоезд был большой, громоздкой мишенью, уязвимой для артиллерийского (а позднее — и воздушного) удара. Кроме того, он опасно зависел от железнодорожной линии. Для его обездвиживания было достаточно разрушить полотно спереди и сзади.
Тем не менее, РККА в межвоенный период не отказалась от планов по дальнейшему техническому развитию бронепоездов. Во время Великой Отечественной войны железнодорожная артиллерия оставалась на вооружении. Был построен ряд новых бронепоездов, развёрнуты железнодорожные батареи ПВО. Бронепоездные части сыграли определённую роль в Великой Отечественной войне, в первую очередь, в охране железнодорожных коммуникаций оперативного тыла.
Вместе с тем бурное развитие танковых войск и военной авиации, произошедшее во время Второй мировой войны, резко снизило значение бронепоездов. Постановлением Совета Министров СССР от 4 февраля 1958 года дальнейшая разработка железнодорожных артиллерийских систем была прекращена.
Богатый опыт, накопленный Россией в области бронепоездов, позволил СССР добавить к своей ядерной триаде также ядерные силы железнодорожного базирования — боевые железнодорожные ракетные комплексы (БЖРК), оснащённые ракетами РС-22 (по терминологии НАТО СС-24 «Скальпель»). К их преимуществам относятся возможность ухода от удара за счёт использовании развитой сети железных дорог и крайняя трудность отслеживания со спутников. Одним из основных требований Соединённых Штатов в 1980-е годы стало полное расформирование БЖРК в рамках общего сокращения ядерных вооружений. Сами Соединённые Штаты аналогов БЖРК не имеют.

## Воинские ритуалы
Их назначением является поддержание боевого духа и напоминание о воинских традициях, зачастую восходящих ещё к средним векам. Примером воинского ритуала является отдание воинского приветствия.

### Военная присяга

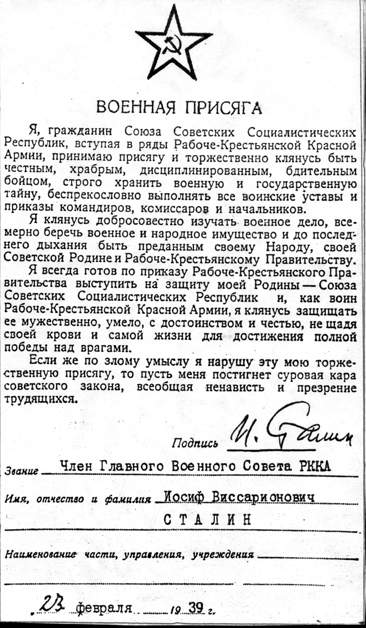
Военная присяга РККА. Экземпляр подписан Иосифом Сталиным

Обязательным для новобранцев в любой армии мира является приведение их к присяге. В Красной армии этот ритуал проводится обычно через месяц после призыва, после прохождения курса молодого бойца. До приведения к присяге солдатам запрещается доверять оружие; существует и ряд других ограничений.
В день присяги солдат впервые получает оружие; он выходит из строя, подходит к командиру своего подразделения и зачитывает перед строем торжественную клятву.
Присяга традиционно считается важным праздником и сопровождается торжественным выносом Боевого Знамени.
Текст присяги звучал следующим образом:

Я, гражданин Союза Советских Социалистических Республик, вступая в ряды Рабоче-крестьянской Красной армии, принимаю присягу и торжественно клянусь быть честным, храбрым, дисциплинированным, бдительным бойцом, строго хранить военную и государственную тайну, беспрекословно выполнять все воинские уставы и приказы командиров, комиссаров и начальников.
Я клянусь добросовестно изучать военное дело, всемерно беречь военное имущество и до последнего дыхания быть преданным своему народу, своей советской Родине и рабоче-крестьянскому правительству.
Я всегда готов по приказу рабоче-крестьянского правительства выступить на защиту моей Родины — Союза Советских Социалистических Республик, и, как воин Рабоче-крестьянской Красной армии, я клянусь защищать её мужественно, умело, с достоинством и честью, не щадя своей крови и самой жизни для достижения полной победы над врагом.
Если же по злому умыслу я нарушу эту мою торжественную присягу, то пусть меня постигнет суровая кара советского закона, всеобщая ненависть и презрение трудящихся.

### Воинское приветствие

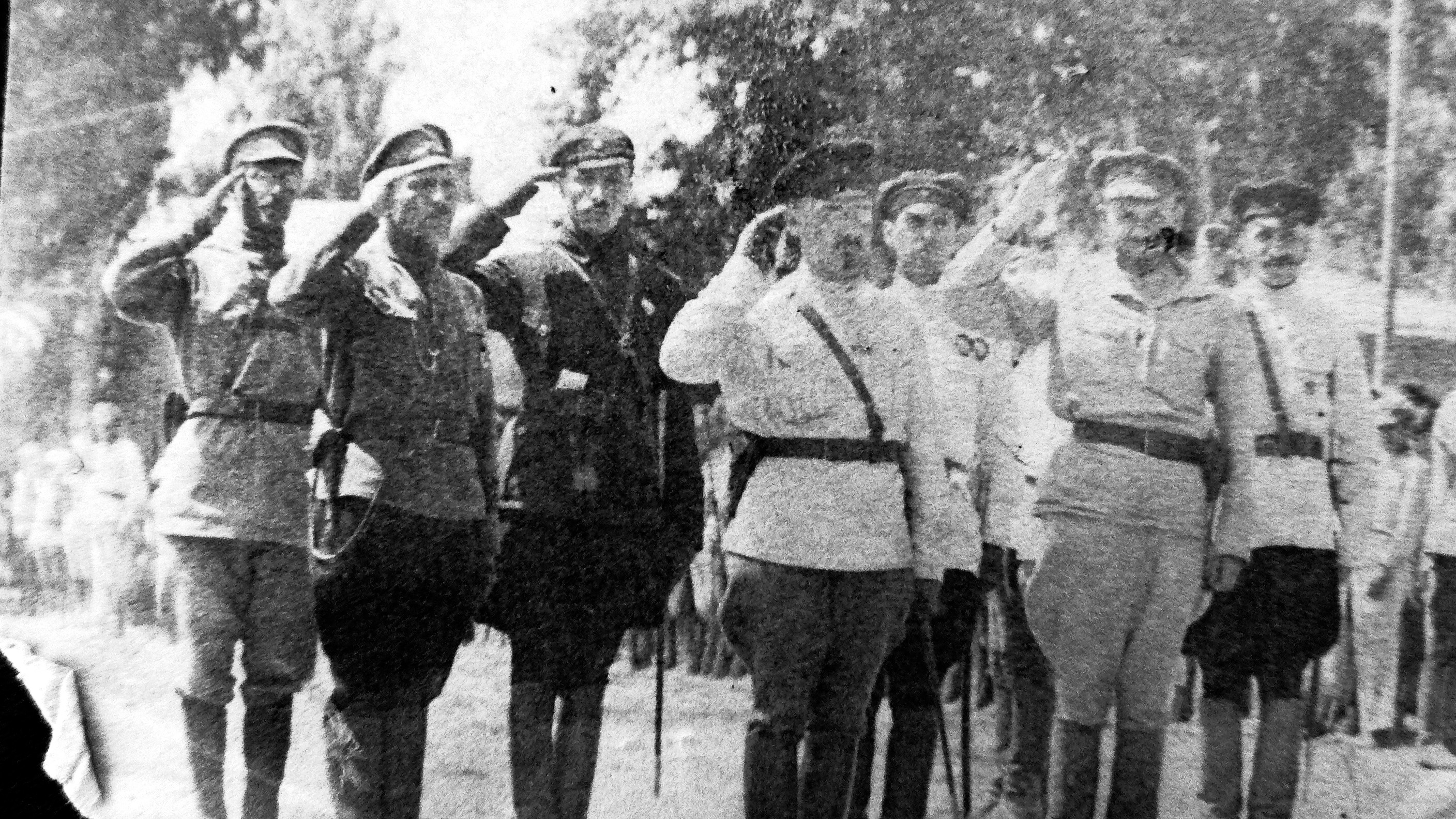
Воинское приветствие в РККА, 4-я армия, лето 1920 года.

Характерное движение руки и легло в основу современного воинского приветствия. В Вооружённых силах России воинское приветствие выполняется сомкнутыми пальцами правой руки, выпрямленной кистью; в отличие от ряда других армий мира, при непокрытой голове воинское приветствие выполняется без поднесения руки, принятием строевого положения.
При передвижении в строю воинское приветствие выполняется следующим образом: направляющий прикладывает руку к головному убору, а строй прижимает руки по швам, все вместе переходя на строевой шаг и поворачивая голову по мере прохождения мимо встреченного начальства. При прохождении навстречу подразделений или других военнослужащих достаточно выполнения воинского приветствия направляющими.
При встрече младший по званию обязан первым приветствовать старшего; в случае, если они относятся к разным категориям военнослужащих (солдат — офицер, младший офицер — старший офицер), старший по званию может воспринять невыполнение воинского приветствия при встрече как оскорбление.
При отсутствии головного убора воинское приветствие отдаётся поворотом головы и приёмом строевого положения (руки по швам, корпус тела выпрямлен).

#### Приветствия в строю и вне строя
Для приветствия прямых начальников подаётся команда «смирно», «равнение направо (налево, на середину)». По этой команде военнослужащие принимают положение «смирно», а командиры подразделений (и политруки) вместе с тем прикладывают руку к головному убору и не опускают её до команды «вольно», отданной лицом, подавшим команду «смирно». После поданной команды старший начальник подходит к прибывшему и, остановившись в трёх шагах от него, рапортует, для какой цели часть построена. Пример: «товарищ комкор, 4-й стрелковый полк для инспекторской стрельбы построен. Командир полка полковник Сергеев». В таком же порядке приветствует прямых начальников красноармеец, назначенный старшим над несколькими другими красноармейцами. Его примерный рапорт: «Товарищ лейтенант, команда 2-го отделения, назначенная для работ на мишенном дворе, построена. Старший команды — рядовой Васильев».
При встрече председателей Президиума Верховного Совета СССР и союзных республик, Совета Народных Комиссаров СССР и союзных республик, Народного Комиссара Обороны СССР и его заместителей оркестр исполняет гимн «Интернационал». При встрече прямых начальников — от командира и военного комиссара своей части и выше — оркестр исполняет встречный марш. Если начальник здоровается с частью или отдельными военнослужащими, они отвечают «здравствуйте». На поздравление — воинская часть (подразделение) отвечает протяжным криком «ура», а отдельные военнослужащие — «благодарю». На благодарность воинская часть и отдельные военнослужащие отвечают: «служим (служу) Советскому Союзу». На прощание — отвечают: «до свидания».
При прохождении мимо мавзолея Ленина, а также государственных памятников, объявленных приказом Наркомата обороны СССР, воинские части приветствуют их по команде «смирно». Для взаимного приветствия при встрече воинских частей (подразделений), а также отдельно следующих команд командирами их также подаются команды: «смирно», «равнение направо (налево)». Команды «встать» и «смирно» не подаются во время манёвров, тактических учений, стрельб (на огневом рубеже), походных движений, работы в мастерских, гаражах, парках, ангарах, на радио- и телеграфных станциях, в лабораториях, клиниках, чертёжных, при выполнении разных хозяйственных работ, после вечерней зори, до утренней зори, во время обеда, ужина и чая. В этих случаях старший из присутствующих начальников или дежурный (дневальный) подходит к прибывшему (или встретившемуся) начальнику и рапортует, какая часть (подразделение) и что делает. Примеры: «товарищ полковник, команда 3-й роты занимается определением расстояний. Старший команды красноармеец Сидоров». «Товарищ полковой комиссар, рота связи прибыла с обеда, дневальный красноармеец Волошин». Команда «смирно» и рапорт начальнику отдаются лишь при первом его посещении занятий в данный день. В присутствии старшего начальника младшему начальнику команда «смирно» и рапорт не отдаются. В присутствии командира части команда «смирно» и рапорт военному комиссару части не отдаются; в этом случае командир подразделения докладывает военному комиссару, что делает часть (подразделение). В отсутствие командира части команда «смирно» и рапорт отдаются военному комиссару части. в тех случаях, когда в часть прибывает лицо начальствующего состава, которого военнослужащие (дежурный, дневальный) данной части не знают, старший начальник (дежурный, дневальный) подходит по правилам Строевого устава к прибывшему и просит предъявить документ. Пример: «товарищ комбриг, я вас не знаю, прошу предъявить удостоверение личности». Порядок проверки документа следующий. На оборотной стороне верхней обложки удостоверения личности посмотри фотокарточку, край которой должен быть захвачен печатью учреждения или воинской части. Сравни снимок с лицом владельца удостоверения. На первой и второй страницах прочти звание, фамилию, имя, отчество и должность. На шестой странице проверь наличие подписей и печати и возврати удостоверение. Если прибывший окажется прямым начальником, подай команду «смирно» (когда полагается) и отдай рапорт, как указывалось выше.
В знак принадлежности к Красной армии, взаимного уважения и воинской вежливости военнослужащие приветствуют друг друга. Никогда не жди, когда будет приветствовать другой военнослужащий. Прежде всего приветствуй сам. Сидящие для приветствия встают. Вставай бодро и отрывисто. При исполнении гимна «Интернационал», когда находишься вне строя (на парадах, смотрах и в общественных местах), принимай положение «смирно»; если надет головной убор, приложи к нему и стой в таком положении до окончания гимна.

## Нормы суточного довольствия военнослужащих РККА ВС СССР в 1930—1940-х годах
В 1934 году в РККА постановлением СТО № К-29 сс от 06.03.1934 году были введены следующие нормы суточного довольствия по основному красноармейскому пайку (Норма № 1):
| Наименование продукта               | Вес в граммах |
| ----------------------------------- | ------------- |
| 1. Хлеб ржаной                      | 600           |
| 2. Хлеб пшеничный 96 %              | 400           |
| 3. Мука пшеничная 85 % (подболтная) | 20            |
| 4. Крупа разная                     | 150           |
| 5. Макаронные изделия               | 10            |
| 6. Мясо                             | 175           |
| 7. Рыба (сельдь)                    | 75            |
| 8. Сало (жир животный)              | 20            |
| 9. Масло растительное               | 30            |
| 10. Картофель                       | 400           |
| 11. Капуста (квашеная и свежая)     | 170           |
| 12. Свёкла                          | 60            |

| Наименование продукта | Вес в граммах |
| --------------------- | ------------- |
| 13. Морковь           | 35            |
| 14. Лук               | 30            |
| 15. Коренья, зелень   | 40            |
| 16. Томат-пюре        | 15            |
| 17. Перец             | 0,5           |
| 18. Лавровый лист     | 0,3           |
| 19. Сахар             | 35            |
| 20. Чай (в месяц)     | 50            |
| 21. Соль              | 30            |
| 22. Мыло (в месяц)    | 200           |
| 23. Горчица           | 0,3           |
| 24. Уксус             | 3             |

В мае 1941 года норма № 1 была изменена с уменьшением мяса (до 150 граммов) и увеличением рыбы (до 100 граммов) и овощей.
С сентября 1941 года норма № 1 была оставлена только для довольствия боевых частей, а для тыловых, караульных и войск, не входящих в состав действующей армии, были предусмотрены более низкие нормы довольствия. В это же время началась выдача водки боевым частям действующей армии в размере 100 граммов в день на человека. Остальным военнослужащим водка полагалась только по государственным и полковым праздникам (около десяти раз в год). Женщинам-военнослужащим выдача мыла была увеличена до 400 граммов. Эти нормы действовали на протяжении всего периода войны.

## Части РККА из национальных меньшинств (национальные формирования)
В период Гражданской войны возникали партизанские части, сформированные по национальному признаку. 10 мая 1920 года вышло Постановление Совета труда и обороны за подписью В. И. Ленина «О призыве в ряды Красной Армии граждан не русской национальности Сибири, Туркестана и других окраин». Это Постановление предусматривало, что представители местных народов подлежат призыву в РККА наравне с русскими, но при этом допускало возможность освобождения от призыва представителей некоторых национальностей. Фактически была сохранена на некоторый период сложившаяся в дореволюционный период практика непризыва представителей некоторых национальностей. В постановлении Совнаркома от 6 сентября 1922 г. о призыве граждан, родившихся в 1901 году, отмечалось:

Граждан, кои по своим национальным, бытовым и экономическим условиям не призывались в ряды армии при ранее бывших призывах, от призыва, согласно настоящего постановления освободить

Коренизация в РККА выразилась в создании воинских частей, укомплектованных по национальному признаку, в использовании национальных языков на военной службе, в создании национальных военно-учебных заведений и квотировании мест в военных учебных заведениях для лиц определённых национальностей. Идеологом выступил М. В. Фрунзе, который считал нерусские контингенты «источником дополнительной мощи» Красной армии. Уже к концу 1924 года национальные части и соединения существовали в некоторых республиках — в Грузинской, Армянской, Азербайджанской, Белорусской, Бухарской и Украинской ССР, Крымской, Якутской и Дагестанской АССР.
Для создания национальных частей использовалась также так называемая «концентрация» — представителей одного этноса сосредотачивали в одной территориальной воинской части, которая формально национальной не считалась. Уже в призыв 1926 года 75 % призывников из числа «националов» было охвачено «концентрацией».
Плановая численность национальных формирований не была достигнута. К 1937 году численность национальных формирований по штату мирного времени составляла 2,24 % от списочной численности РККА, тогда как по первоначальному плану 1925 года она должна была составлять 10 %.
Упразднение национальных воинских частей началось в 1934 году. Во второй половине 1934 года украинские и белорусские части были преобразованы в обычные формирования. Также было проведено укрупнение национальных формирований. В начале 1938 года в национальных частях было в СССР только 27 239 человек, 69 % которых (18 695 человек) были представителями «титульных» национальностей. Это было менее 2 % численности РККА. На 1938 года в РККА было 1448,0 тыс. человек. 7 марта 1938 года совместное постановление ЦК ВКП(б) и СНК СССР «О национальных частях и формированиях РККА» предписывало:
- Переформировать все национальные части РККА в «общесоюзные с экстерриториальным комплектованием, изменив соответственно дислокацию частей и соединений»;
- «Граждан национальных республик и областей» призывать на военную службу на общих с другими гражданами СССР основаниях.

К лету 1938 года все национальные формирования РККА были расформированы.

## Национальный состав РККА
Распределение личного состава РККА по национальностям в 1931—1945 годах (доля в личном составе):
- На 1 января 1931 года: 64,55 % — русские, 18,43 % — украинцы, 4,9 % — белорусы, 0,74 % — народы Средней Азии, 1,14 % — армяне, 0,45 % — азербайджанцы, 1,23 % — грузины;
- На 1 января 1936 года: 66,16 % — русские, 19,39 % — украинцы, 3,69 % — белорусы, 0,79 % — народы Средней Азии, 0,78 % — армяне, 0,52 % — азербайджанцы, 0,63 % — грузины;
- На 6 января 1937 года (по военной переписи): 66,22 % — русские, 19,53 % — украинцы, 3,76 % — белорусы, 0,66 % — народы Средней Азии, 0,79 % — армяне, 0,52 % — азербайджанцы, 0,8 % — грузины;
- На 1 февраля 1938 года: 66,14 % — русские, 18,94 % — украинцы, 3,41 % — белорусы, 0,87 — народы Средней Азии, 0,8 % — армяне, 0,29 % — азербайджанцы, 0,8 % — грузины;
- На 17 января 1939 года (по военной переписи): русские — 65,73 %, украинцы — 19,31 %, белорусы — 3,64 %, народы Средней Азии — 1,39 %, армяне — 0,78 %, азербайджанцы — 0,36 %, грузины — 0,8 %;
- На 1 января 1940 года: русские — 63,98 %, украинцы — 18,79 %, белорусы — 3,67 %, народы Средней Азии — 2,63 %, армяне — 0,93 %, азербайджанцы — 0,54, грузины — 1,07 %;
- На 1 июля 1940 года: русские — 60,97 %, украинцы — 19,58 %, белорусы — 4,13 %, народы Средней Азии — 4,22 %, армяне — 0,94 %, азербайджанцы — 0,9 %, грузины — 1,2 %;
- На 1 января 1941 года: русские — 56,39 %, украинцы — 20,24 %, белорусы — 4,35 %, народы Средней Азии — 5,32 %, армяне — 1,18 %, азербайджанцы — 1,09 %, грузины — 1,37 %, татары — 1,99 %, евреи — 1,84 %.

### В 1926—1938 годах
С 1 января 1931 года по 17 января 1939 года в Красной армии абсолютно преобладали славяне, которые составляли 88—90 % личного состава РККА.

### В 1939—1945 годах
В 1939—1940 годах национальный состав РККА существенно изменился:
- Более, чем в 3 раза увеличилась доля представителей народов Средней Азии — с 1,39 % (на 17 января 1939 года) до 5,32 % (на 1 января 1941 года);
- Более, чем в 3 раза увеличилась доля азербайджанцев — с 0,36 % до 1,09 %;
- Существенно сократилась доля русских — с 65,73 % (на 17 января 1939 года) до 56,39 % (на 1 января 1941 года) при некотором увеличении доли украинцев и белорусов.

В 1941—1944 годах в Красной армии сформировался многочисленный офицерский состав из представителей народов Средней Азии, тогда как в 1941 году офицеров из этих народов было немного. Офицерами Красной армии были (без учёта политсостава и ВВС):
- На 1 июня 1941 года — 293 узбека, 93 туркмена и 437 казахов;
- На 1 мая 1945 года — 4441 узбек, 3344 туркмена, 8028 казахов, 9052 киргиза и 1366 таджиков.

Основная часть офицеров из народов Средней Азии в конце войны служила в пехоте. Если на 1 июня 1941 года (без учёта политсостава и ВВС) из 293 узбеков-офицеров в пехоте служили 107 человек, из 437 офицеров-казахов в пехоте служили 200 человек, то на 1 мая 1945 года (без учёта политсостава и ВВС) из 4441 офицера-узбека в пехоте служили 2931 человек, а из 8028 офицеров-казахов в пехоте служили 5662 человека.
В офицерском составе РККА за 1941—1945 годы (без учёта политсостава и ВВС) произошли существенные изменения:
- Выросла доля русского офицерского состава и его численность. На 1 июня 1941 года было 229 897 русских офицеров (61,5 % офицерского состава), а на 1 мая 1945 года было 923 024 русских офицера (66,8 % офицерского состава);
- Уменьшилась доля украинцев среди офицеров, хотя численность офицеров-украинцев увеличилась. На 1 июня 1941 года было 86 353 офицера-украинца (23,1 % офицерского состава), а на 1 мая 1945 года — 227 324 офицера-украинца (16,4 % офицерского состава);
- Уменьшилась доля (а в случае литовцев — также численность) офицеров из народов Прибалтики. На 1 июня 1941 года было среди офицеров 1510 эстонцев, 1556 литовцев и 1432 латыша, а на 1 мая 1945 года — 2493 эстонца, 982 литовца и 2029 латышей;
- Увеличилась численность и доля офицеров-евреев. На 1 июня 1941 года было 15 469 офицеров-евреев (4,1 % общей численности офицерского состава), а на 1 мая 1945 года — 63 845 офицеров-евреев (4,6 % общей численности офицерского состава);
- Увеличилась численность и доля карело-финнов среди офицеров. На 1 июня 1941 годах их было 207 человек, а на 1 мая 1945 года — 1113 человек.

Старших офицеров (майоров, подполковников и полковников) в РККА на 1 мая 1944 года (без центральных управлений Народного комиссариата обороны) насчитывалось (в скобках дана доля среди офицеров этой категории):
- Русских — 73 992 чел. (67,59 %);
- Украинцев — 16 631 чел. (15,23 %);
- Евреев — 8595 чел. (7,87 %);
- Белорусов — 4431 чел. (4,05 %);
- Армян — 1122 чел. (1,02 %);
- Грузин — 860 чел. (0,78 %);
- Татар — 721 чел. (0,66 %);
- Азербайджанцев — 280 чел. (0,25 %);
- Чувашей — 270 чел. (0,24 %);
- Мордвы — 268 чел. (0,24 %);
- Эстонцев — 268 чел. (0,24 %);
- Латышей — 224 чел. (0,21 %).

## Служба в РККА как социальный лифт
Первоначально служба в РККА не была в СССР социальным лифтом. Доктор исторических наук О. В. Горбачев, проанализировав руководящие кадры Екатеринбургской партийной организации (на материалах партийной переписи 1922 года), пришёл к выводу, что служба в Красной армии вряд ли в тот период рассматривалась в качестве социального лифта: по показателю службы в РККА руководители практически не выделялись по сравнению с другими большевиками. В дальнейшем ситуация изменилась — демобилизованные красноармейцы стали играть огромную роль в формировании в родных сёлах руководящих кадров. К 1928 году среди руководящих кадров на селе преобладали демобилизованные красноармейцы, причём в национальных регионах их доля была особенно высока. Климент Ворошилов в 1928 году говорил, что в РСФСР бывшие красноармейцы составляли около 66,7 % председателей волостных исполкомов, 49,3 % председателей сельских советов, до половины членов волостных исполкомов и треть членов сельских советов. Ворошилов тогда же отметил, что в Татарской АССР 70 % председателей сельских советов и 64 % председателей волостных исполкомов являлись бывшими красноармейцами.

## В филателии
Теме РККА посвящено много почтовых марок, выпущенных в Союзе ССР.

Серия почтовых марок СССР, 1928 год: 10 лет РККА
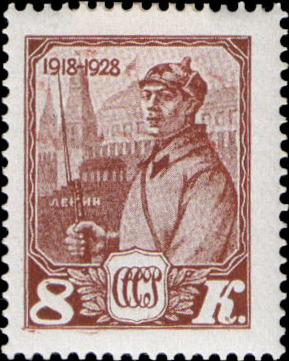
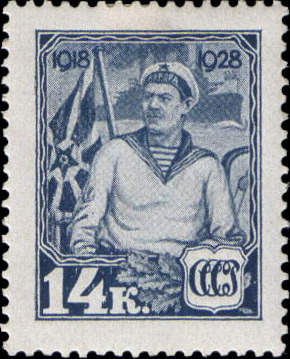
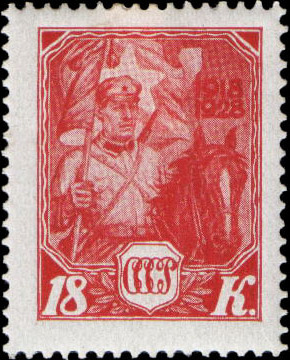
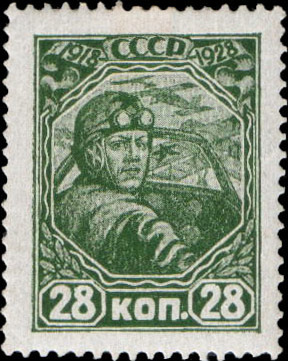

Серия почтовых марок, 1938 год: 20 лет РККА
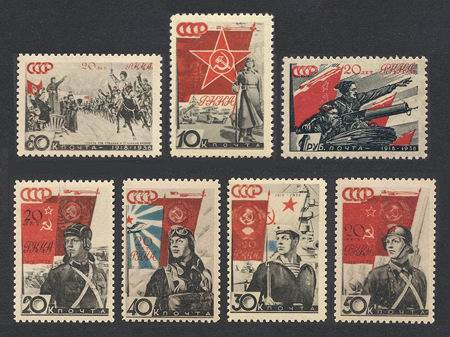

Серия «23-я годовщина Красной Армии». Марки СССР, 1941 год.
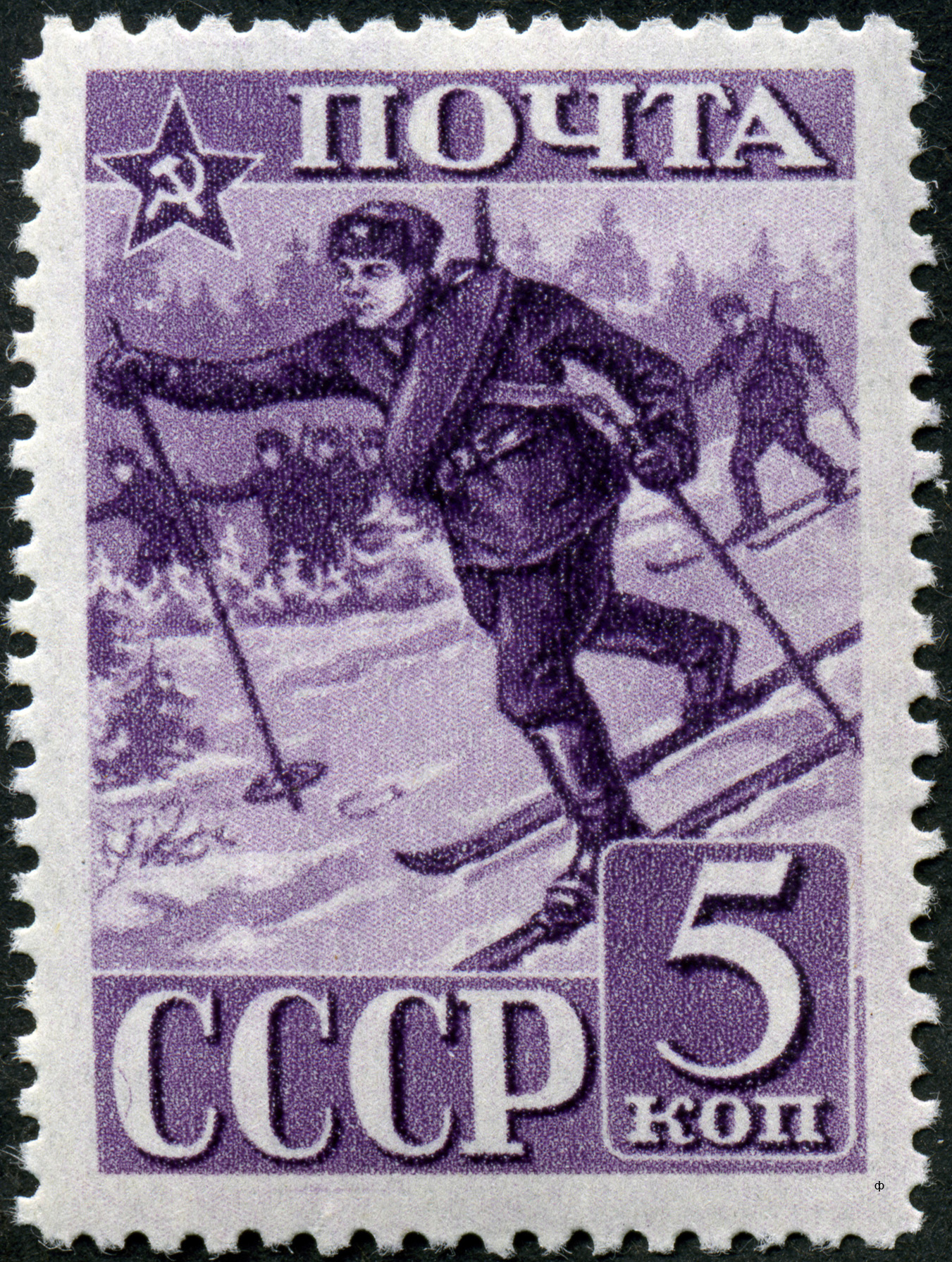
Воины-лыжники
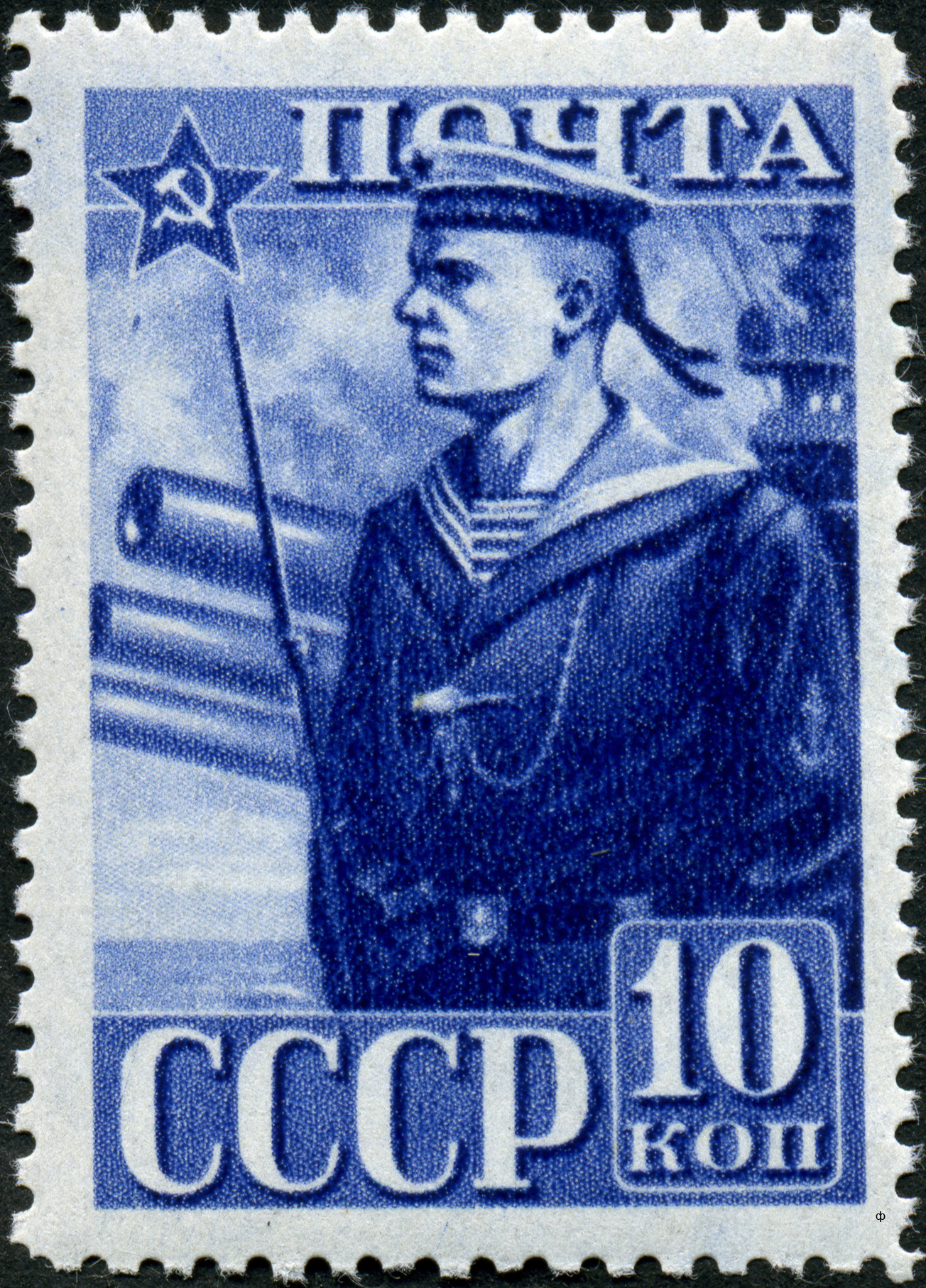
Моряк
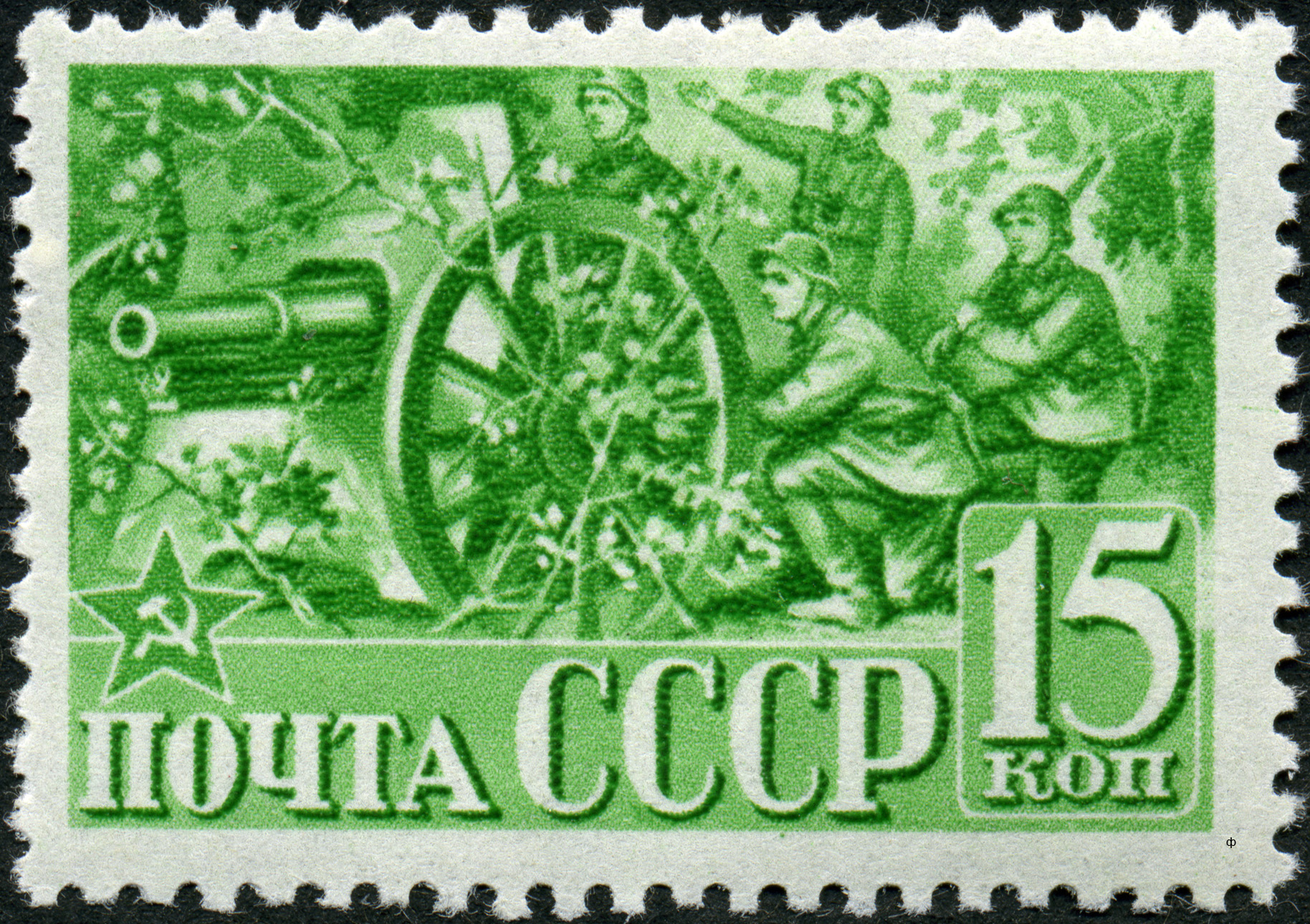
Артиллеристы
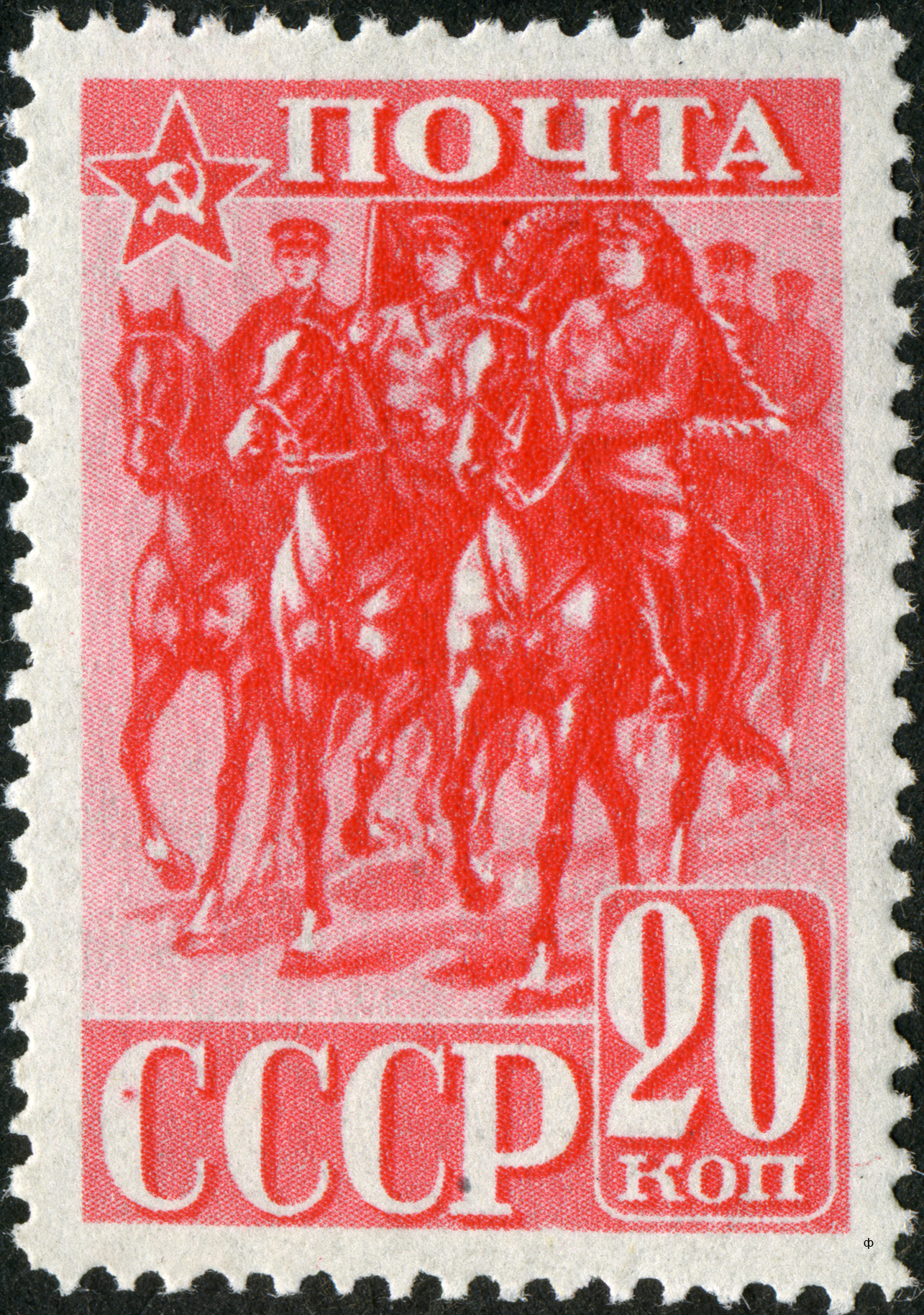
Кавалеристы
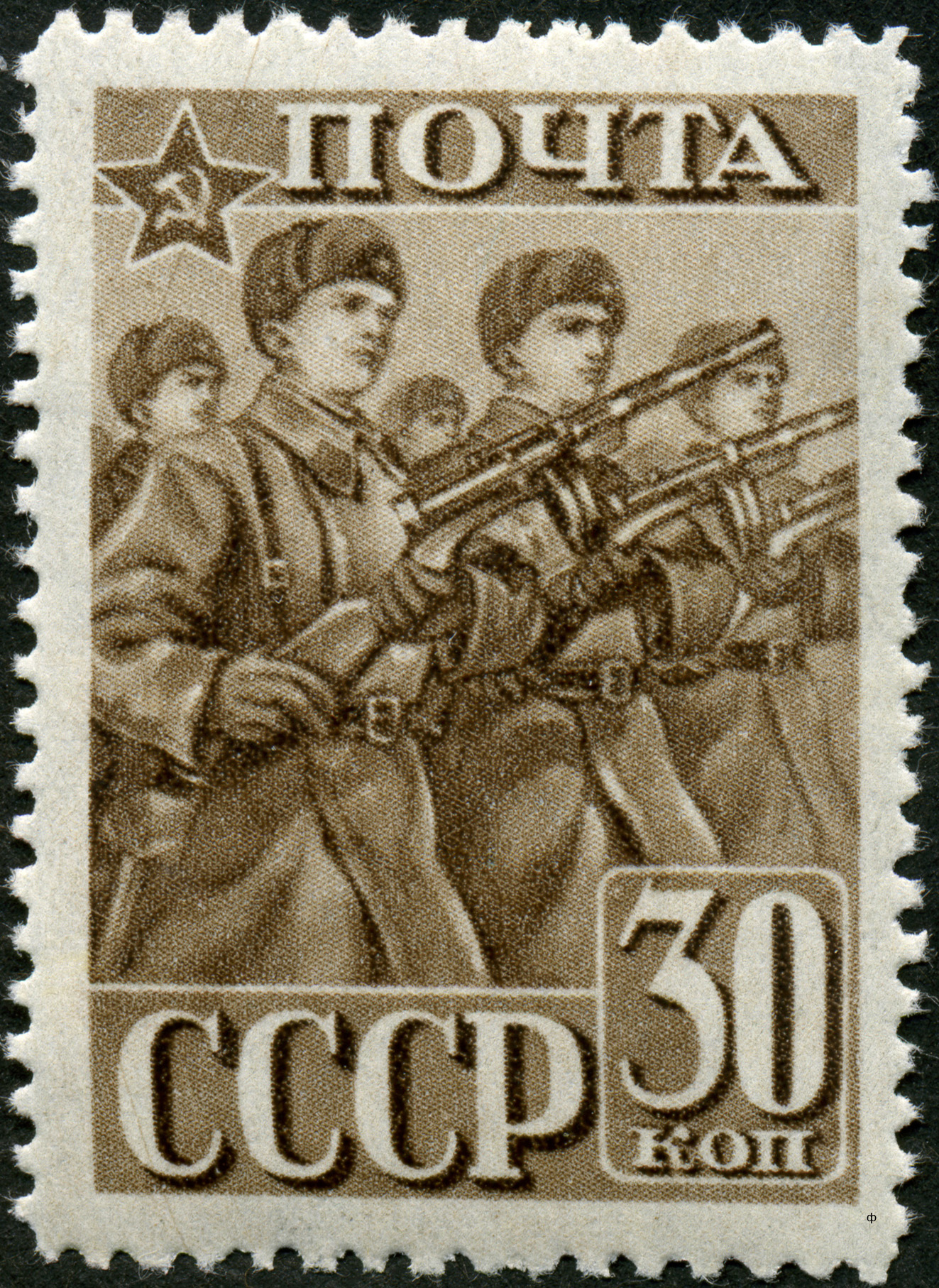
Пехотинцы-автоматчики
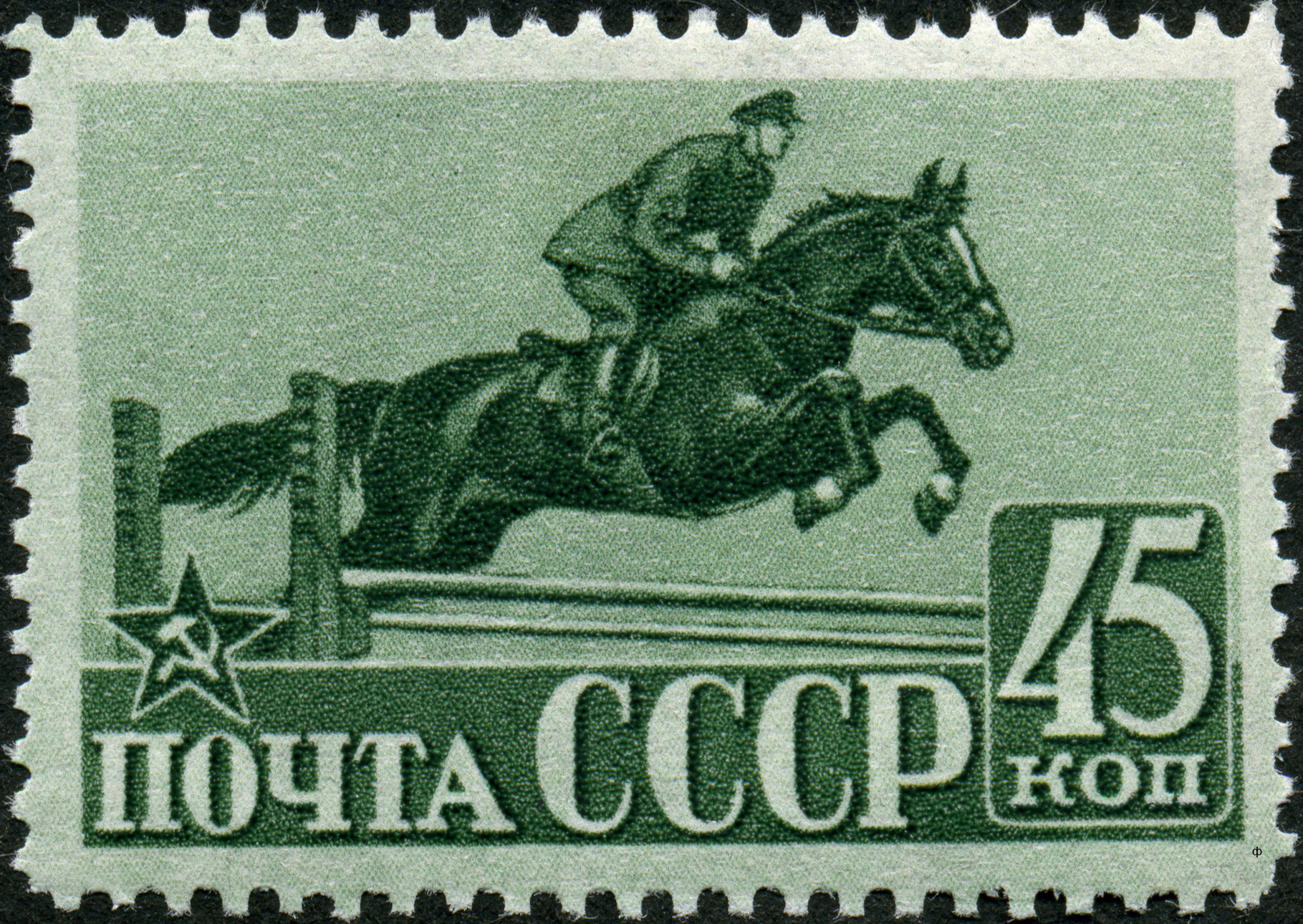
Кавалерист на скачках
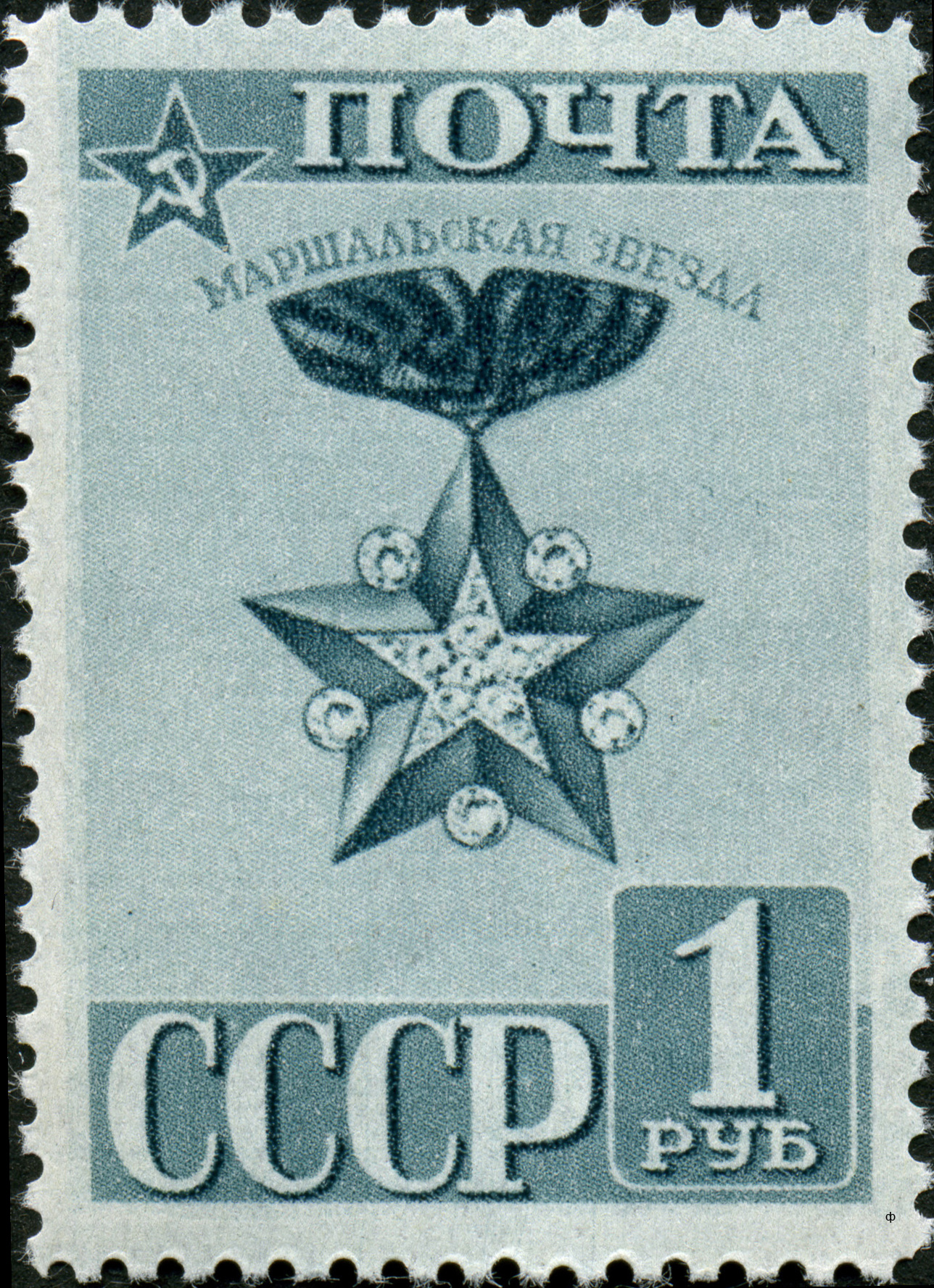
Маршальская звезда
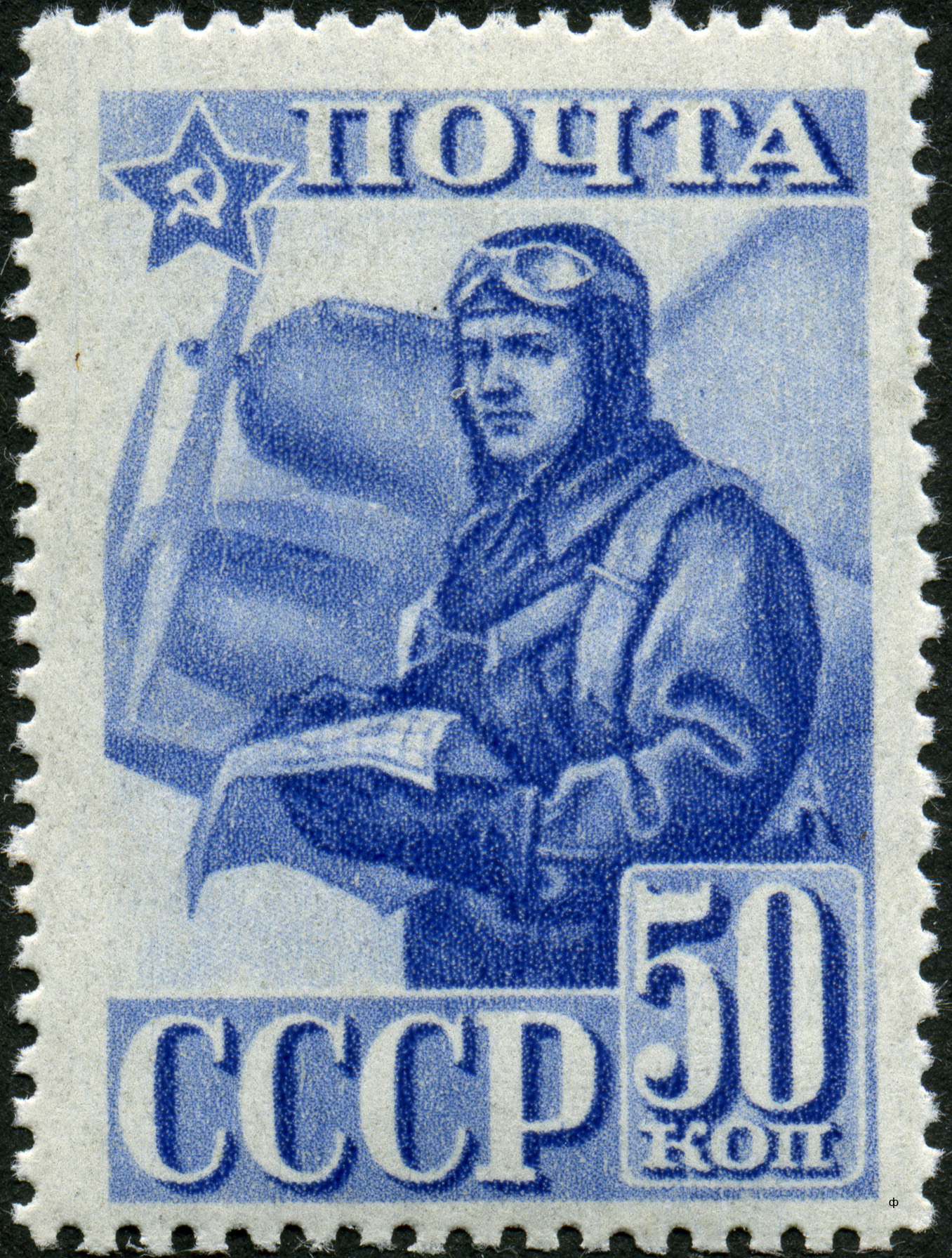
Лётчик у самолёта

Серия «25-я годовщина Красной Армии». Марки СССР, 1943 год.
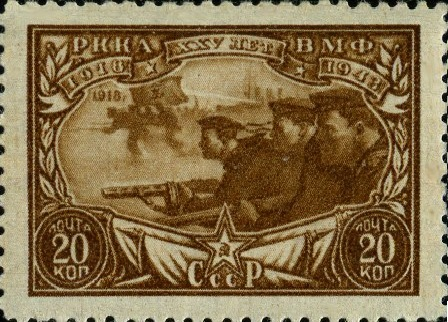
Морская пехота, светло-коричневая
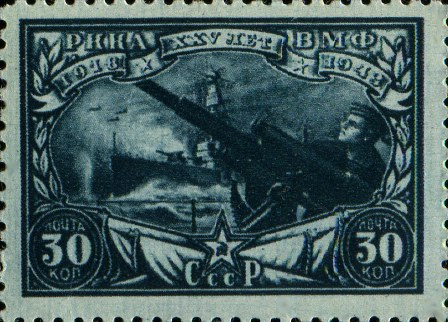
Краснофлотец-зенитчик
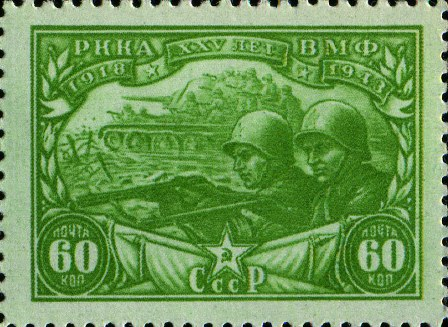
Танковый десант, жёлто-зелёная
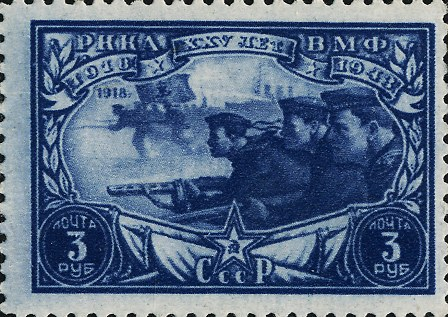
Морская пехота, ультрамариновая

Серия «40 лет Советским Вооруженным силам». Марки СССР, 1958 год.
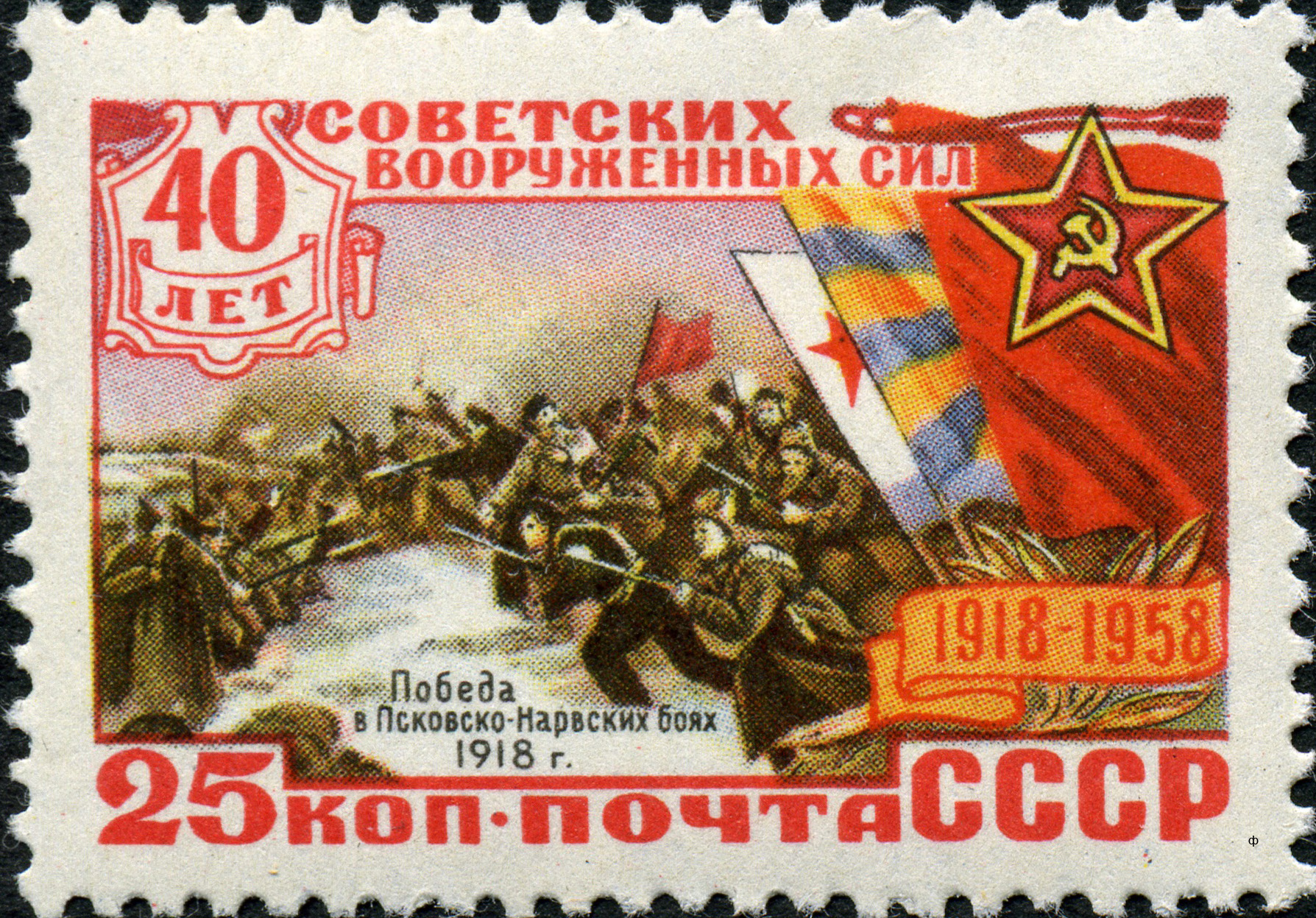
Рождение Красной армии
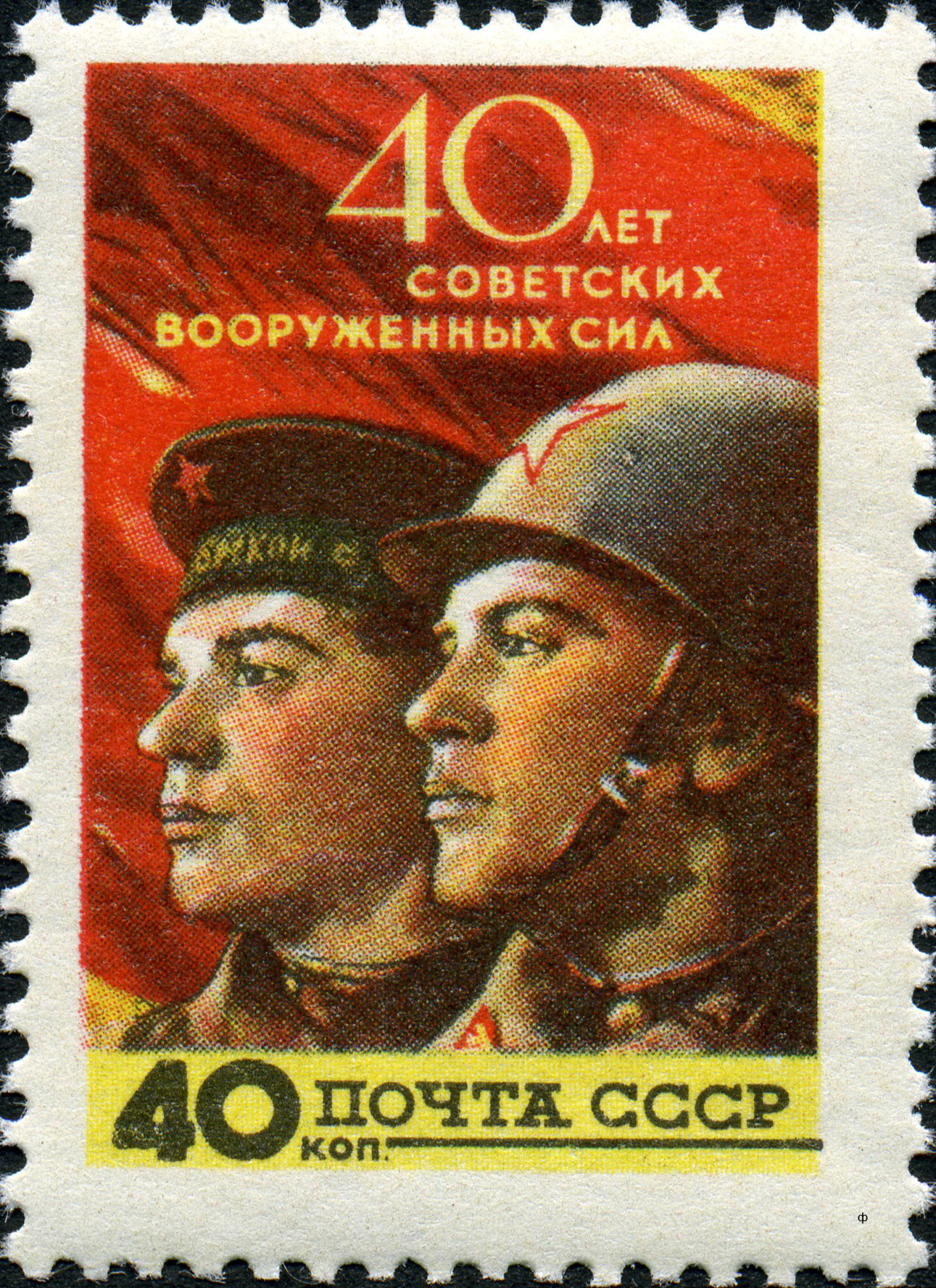
Красноармеец и матрос
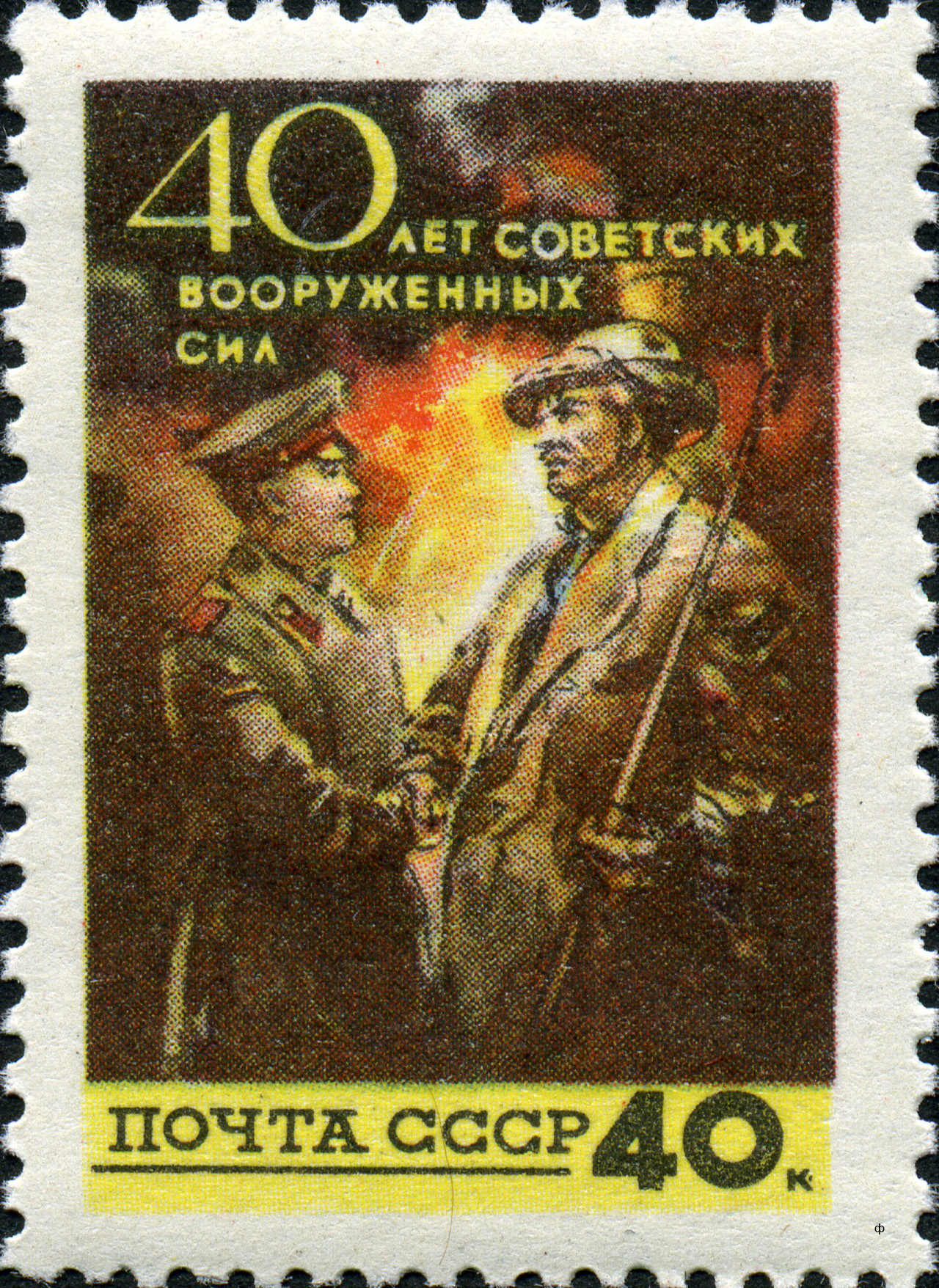
Солдат и рабочий-сталевар
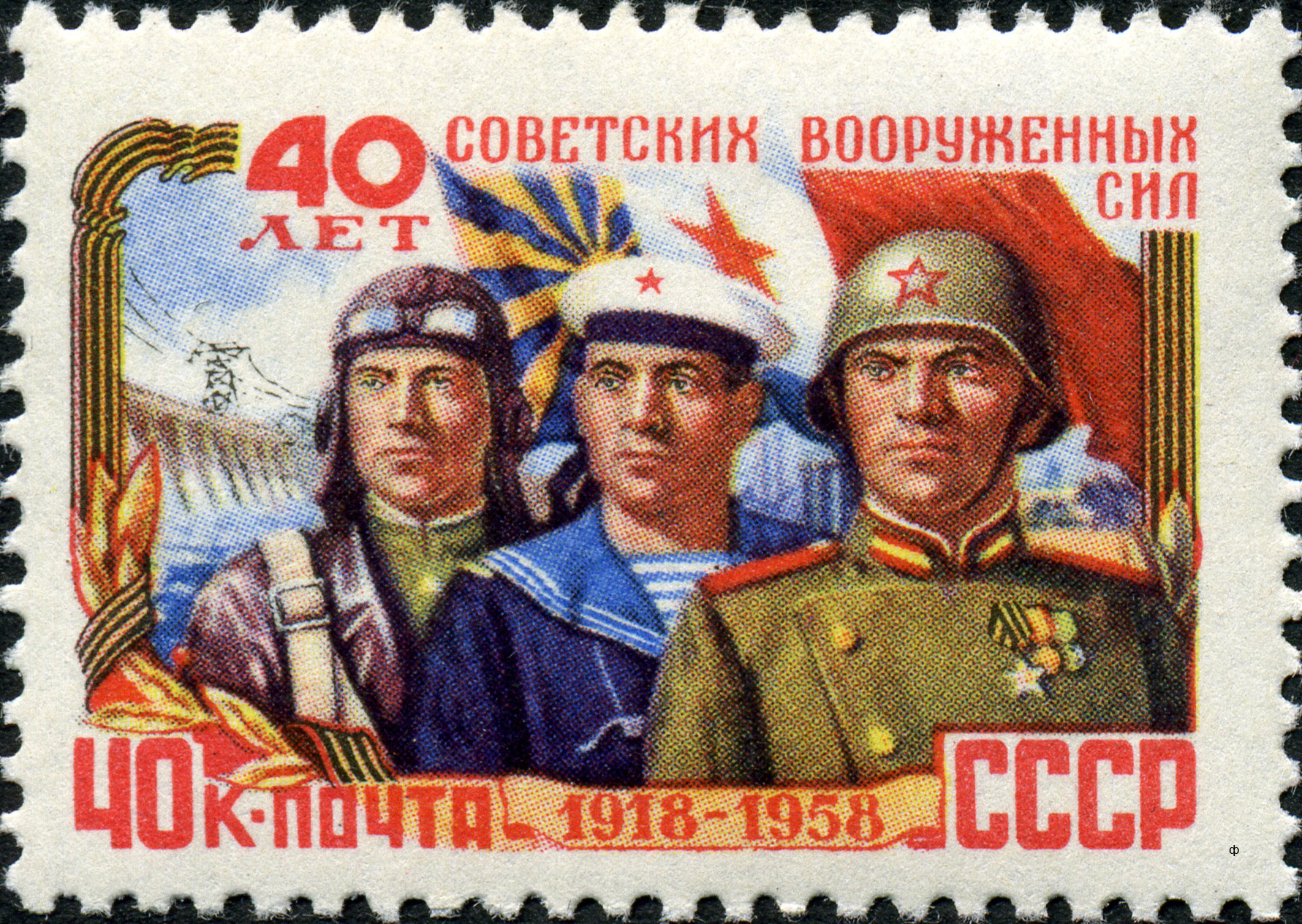
Солдат, матрос и лётчик
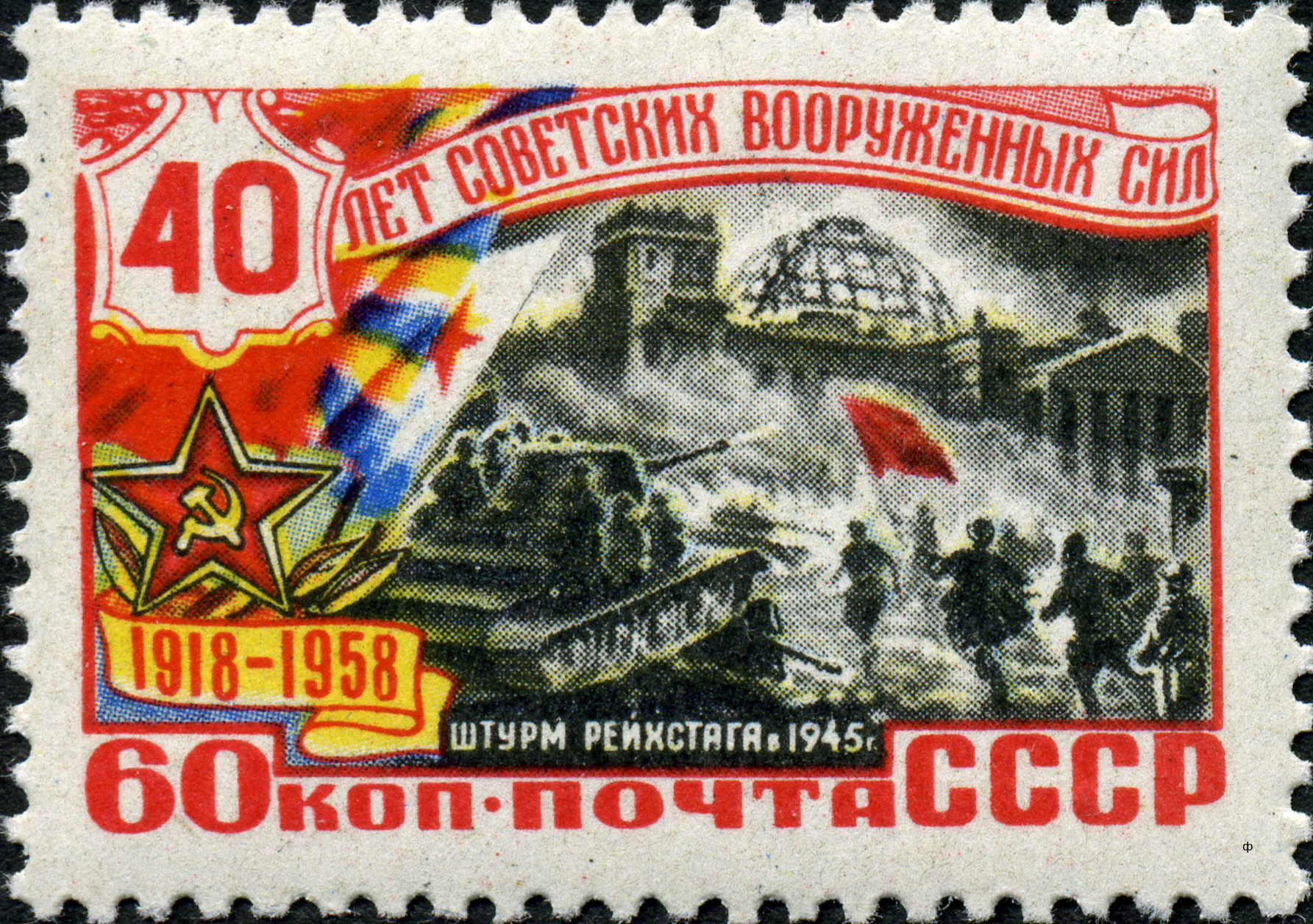
Штурм Рейхстага